# Az Egyesült Királyság kultúrája
Az Egyesült Királyság a korábban független államok politikai uniója. A brit kultúrát a nemzet története befolyásolta; a múltban túlnyomórészt keresztény vallásos élete, kapcsolata Európa más kultúráival, Anglia, Wales, Skócia és Írország hagyományaival, valamint a hatalmas Brit Birodalom hatása. Noha a brit országrészek négy államában a regionális kultúrák néha jelentős különbségeket mutatnak, eltérő mértékben fedik is egymást.
Nagy-Britannia globálisan jelentős hozzájárulást nyújtott a zene, a mozi, a művészet, az építészet és a televízió területén is. A modern kori regény Nagy-Britanniából indult, és a drámaírók, a költők és a szerzők a legismertebb brit művészek közé tartoznak.
Az ország állami és anyaegyháza az anglikán közösség, az egyik legnagyobb keresztény felekezet. Az Egyesült Királyság a világ egyik legrégebbi egyetemeivel rendelkezik, nagyfokú hozzájárulást nyújtott a filozófiához, a tudományhoz és a modern technológiához, és számos kiemelkedő tudós hazája és találmány szülőhelye. Az ipari forradalom az Egyesült Királyságban kezdődött, és mély hatással volt a világ társadalmi-gazdasági és kulturális körülményeire. A Brit Birodalom idején terjedt el világszerte az angol típusú gazdasági berendezkedés, oktatási rendszer, az angolszász jogrendszer, a westminsteri kormányzási struktúra, jelentős brit befolyás figyelhető meg a korábbi gyarmatok nyelvén, törvényén, kultúráján és intézményein, amelyek többsége még a Brit Nemzetközösség tagja. Ugyanakkor a brit kolóniák is befolyásolták a brit kultúrát, különösképpen a brit konyhát. A sport a brit kultúra fontos része, és számos sport az országból származik, ideértve a labdarúgást is.
Az Egyesült Királyságot "kulturális szuperhatalomnak", Londont pedig a világ egyik kulturális fővárosaként is jellemzik.

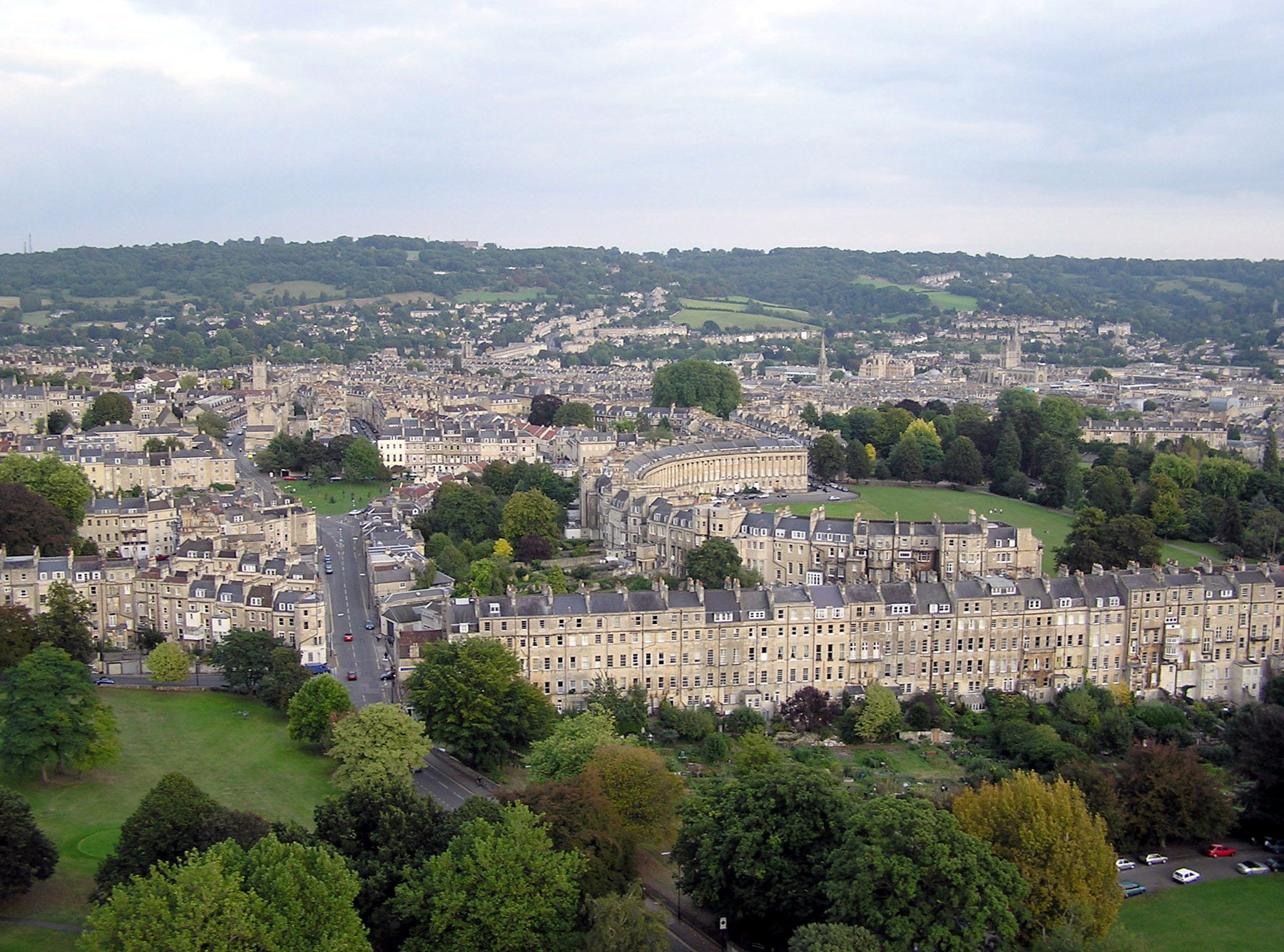
Bath városa

## Oktatási rendszer
Az oktatás fontos része a brit kultúrának. Több száz főiskola és egyetem található az országban, köztük számos világhírű intézmény.
Az 5 és 16 év közöttieknek az oktatás ingyenes és kötelező.
Az Egyesült Királyság mindegyik országrésze külön oktatási rendszerrel rendelkezik. A gyermekek oktatása Angliában két szakaszra osztható. Alapfokú tanulmányaikat ötéves korukban kezdik, és 11 éves korukban fejezik be. Ezután középiskolába kerülnek, és itt tanulnak tovább 16, 17 vagy 18 éves korukig.

### Egyetemek
Az olyan intézmények, mint a Cambridge-i Egyetem, az Oxfordi Egyetem, a Londoni Imperial College és a University College London a világ tíz legjobb egyeteme közé sorolhatók.

## Nyelvek
Az ország elsődleges nyelve a brit angol. Skóciában ennek skóciai angol változatát beszélik.
Az elismert regionális nyelvek a következők:
- a korni (Cornwallban)
- a walesi (Walesben)
- az ír (Észak-Írországban)
- a skót (Skóciában)
- skót gael (Skóciában)
- az Ulster-i skót dialektus (Észak-Írországban).

## Kulturális intézmények

### Múzeumok

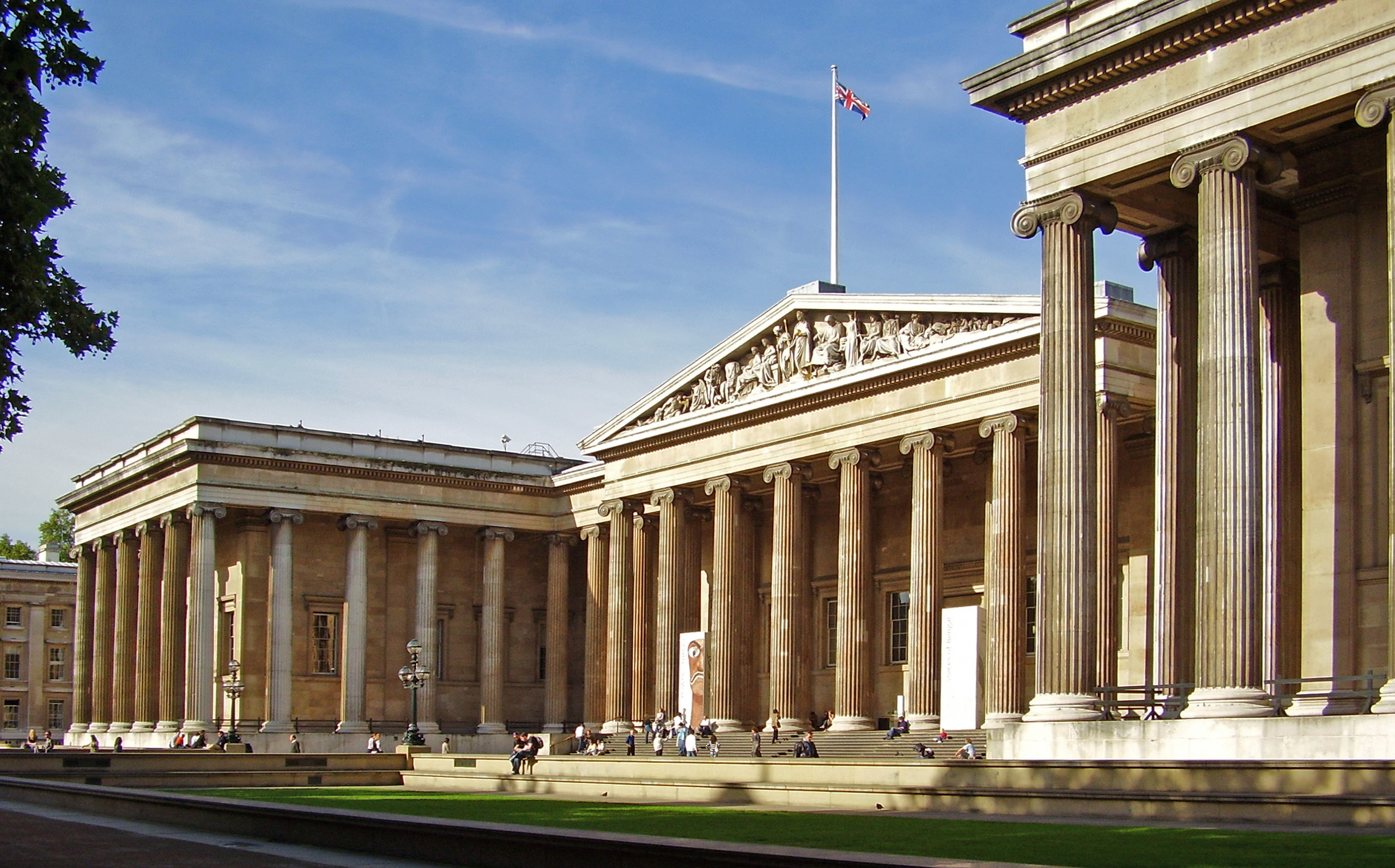
British Museum, London

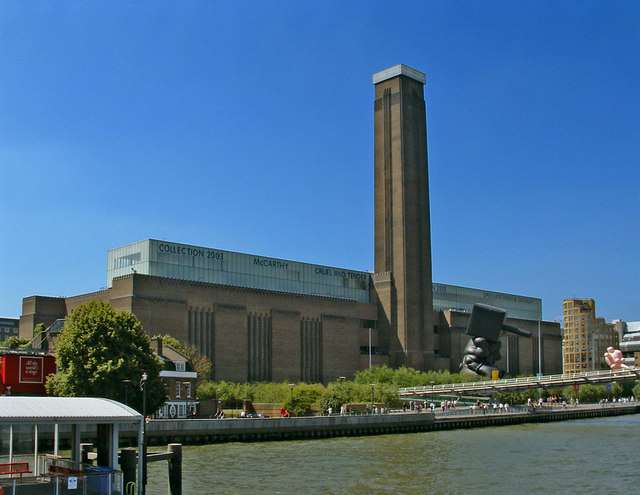
Tate Modern, London

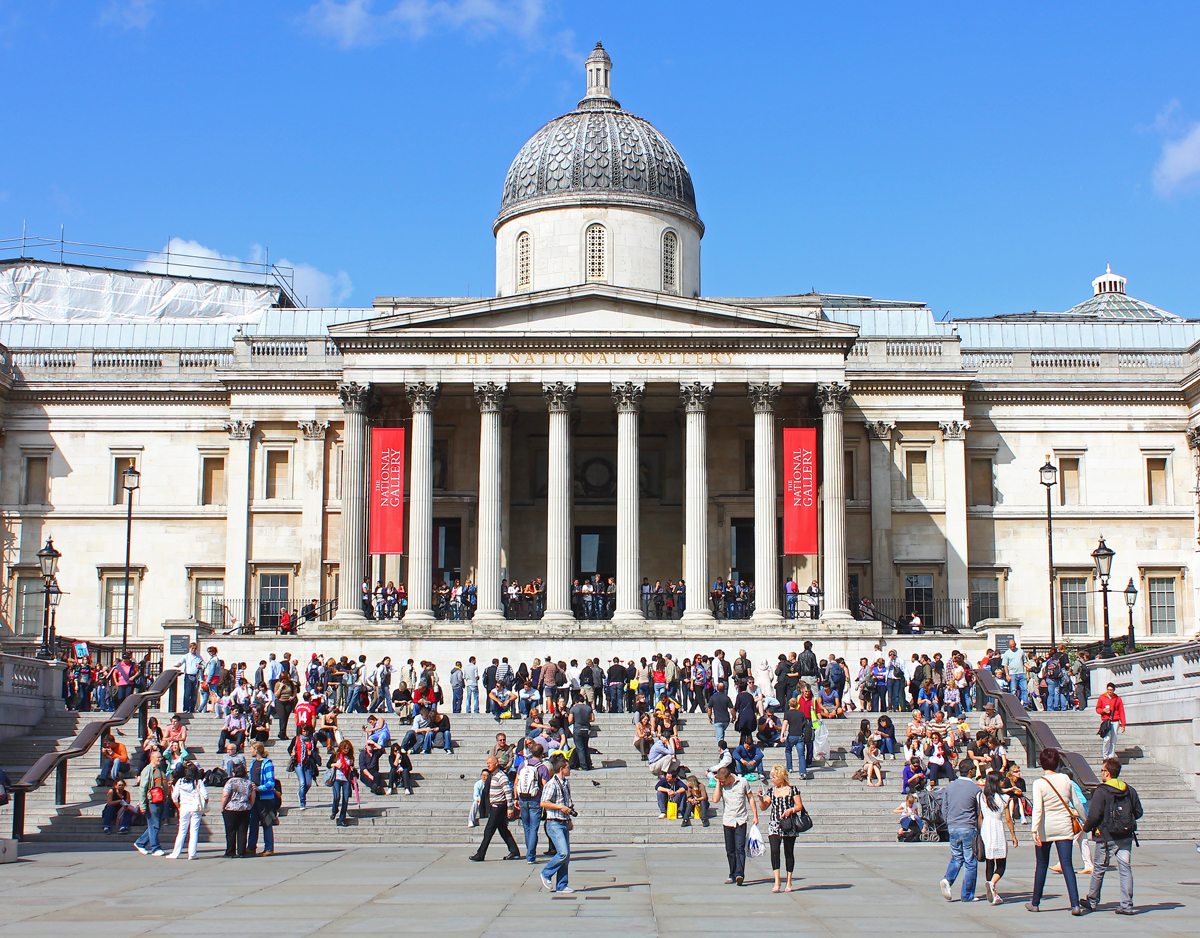
National Gallery, London

Az Egyesült Királyság leglátogatottabb múzeumai (beleértve a művészeti galériákat) 2017-es adatok alapján 
| No. | Múzeum                            | Város      | Országrész | Látogatók |
| --- | --------------------------------- | ---------- | ---------- | --------- |
| 1   | British Museum                    | London     | Anglia     | 5,906,716 |
| 2   | Tate Modern                       | London     | Anglia     | 5,656,004 |
| 3   | National Gallery                  | London     | Anglia     | 5,229,192 |
| 4   | Natural History Museum            | London     | Anglia     | 4,434,520 |
| 5   | Victoria and Albert Museum        | London     | Anglia     | 3,789,748 |
| 6   | Science Museum                    | London     | Anglia     | 3,251,000 |
| 7   | Royal Museums Greenwich           | London     | Anglia     | 2,607,099 |
| 8   | National Museum of Scotland       | Edinburgh  | Skócia     | 2,165,601 |
| 9   | Tate Britain                      | London     | Anglia     | 1,777,877 |
| 10  | Scottish National Gallery         | Edinburgh  | Skócia     | 1,600,761 |
| 11  | Riverside Museum                  | Glasgow    | Skócia     | 1,355,359 |
| 12  | Kelvingrove Art Gallery & Museum  | Glasgow    | Skócia     | 1,304,072 |
| 13  | National Portrait Gallery         | London     | Anglia     | 1,271,920 |
| 14  | National Museum of the Royal Navy | Portsmouth | Anglia     | 1,081,909 |
| 15  | Imperial War Museum               | London     | Anglia     | 992,690   |
| 16  | Horniman Museum and Gardens       | London     | Anglia     | 942,971   |
| 17  | Ashmolean Museum                  | Oxford     | Anglia     | 937,568   |
| 18  | Museum of London                  | London     | Anglia     | 856,559   |
| 19  | Merseyside Maritime Museum        | Liverpool  | Anglia     | 840,675   |
| 20  | Museum of Liverpool               | Liverpool  | Anglia     | 802,722   |

## Kulturális világörökség
Az ország világörökségi helyszíneihez 2019 júliusában harminckét helyszín tartozik. Az UNESCO által elismert helyszínek közül 18 található Anglia területén, öt Skóciában, három Walesben, egy Észak-Írországban, további egy-egy pedig a tengerentúli brit felségterületnek számító Bermudán, a Pitcairn-szigeteken, Gibraltáron és a Szent Ilona szigeten.

## Művészet

### Építészet

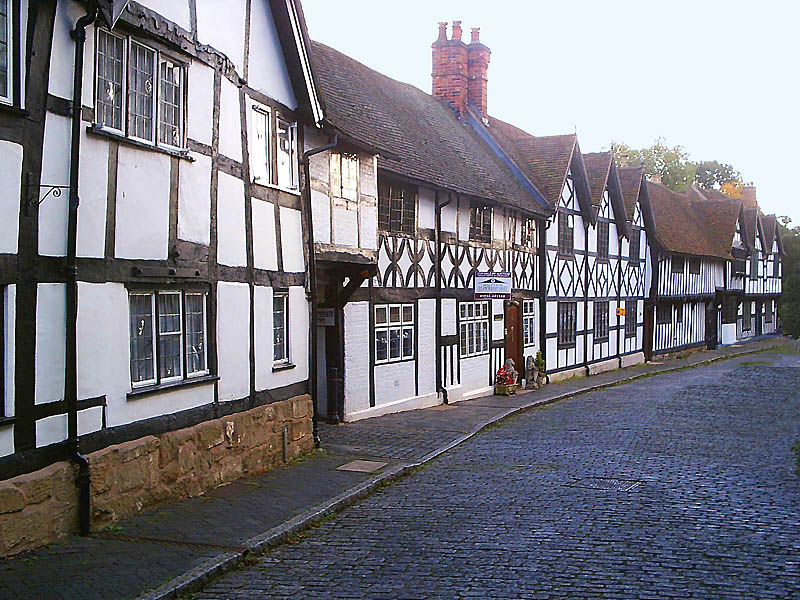
Tudor stílusú házak Warwickban

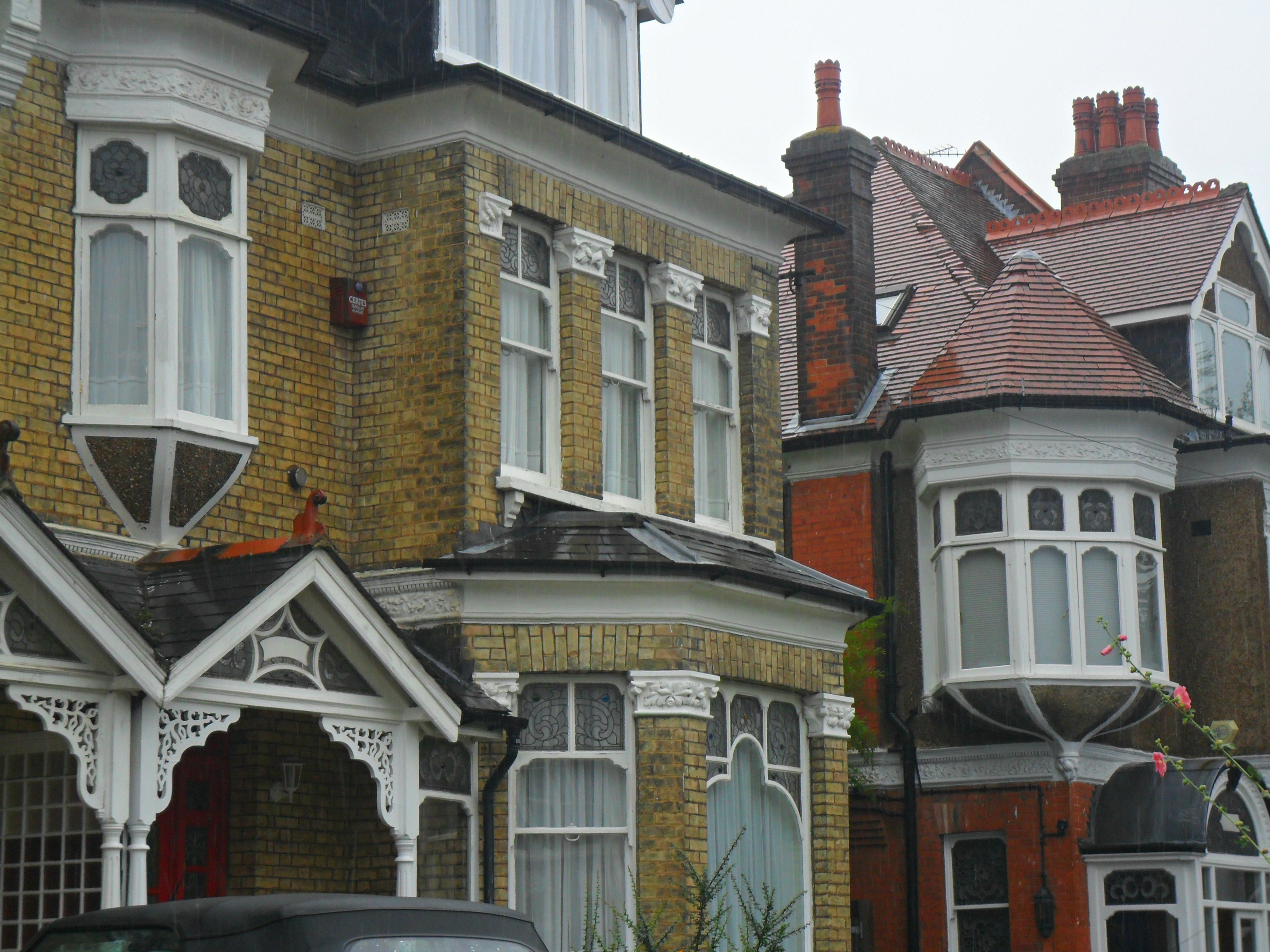
Edvárd kori stílusú házak Sutton-ban, Nagy Londonban

Az Egyesült Királyság a világ egyik legismertebb kastélyainak és erődítményeinek ad otthont, ilyen például Warwick vára, a londoni Tower, vagy éppen a Windsori kastély – a világ legnagyobb, és legrégebben folyamatosan lakott kastélya. Hatalmas nemesi kúriái, középkori és későbbi templomai, katedrálisai közismertek.
A szigetországi építészek a századok során mindenféle stílusban építkeztek, beleértve 
- normann stílus (11-12. sz.)
- gótikus stílus
  - átmeneti, korai (1180–1250),
  - érett vagy dekoratív (1250–1360)
  - késői vagy függőleges (1360–1550)
- francia chateaux (neoreneszánsz) (16. század)
- Tudor-stílus (kb. 1500-1600)
- angol barokk (17-18. sz.)
  - Jakab-stílus
- Anna királynő-stílus (Orániai Vilmos és Anna királynő alatt: 1689-1714)
- György-stílus (1714-1830)
- Viktoriánus építészet (19. sz.)
- neostílusok
- Edvárd kori építészet (neobarokk) (20. sz. eleje)
- modern
  - nemzetközi stílus
  - brutalista építészet
- posztmodern 
  - high-tech

A modern angol építészetben ismert nevek Norman Foster és Richard Rogers.
Angliában a reneszánsz építészet tulajdonképpen csak nyomokban mutatható ki. A legnagyobb része főúri kastély, palota, villa, néhány egyetemi épület (Oxford, Bodleiana stb.) és néhány városi, polgári és középület. A gótika utolsó változata, a „perpendicular” ugyanis oly szívós erővel élt a 16. században is, hogy a reneszánsz elemek csak ennek a már elfajult gótikának elemei közé lopakodhattak be, s ezekkel kellett elvegyülniük. Az új stílust, helyesebben az új stílus elemeit csak a 16. század második felében bevándorolt olasz és német művészek (Giovanni da Maiano, Hans Holbein) ismertették meg az angolokkal. Az angol reneszánsz építőstílusát Tudor-stílusnak is nevezik, s ennek kicsendülése az Erzsébet királynő uralkodásának idejét jelentő Erzsébet-kori stílus. Még a 17. század első felében is él a Jakab-korinak nevezett, reneszánsz elemeket is idéző építészet, amelyet azután az angol klasszicizmus váltott fel. 
A 17. század angol építészete, hasonlóan a hollandokéhoz, igazában sohasem vált barokk stílusúvá. Inigo Jones (1573 – 1651) architektúrája az olasz reneszánszból, mégpedig Palladio művészetéből indult ki, és a késő reneszánsz teoretikusok, Scamozzi, Sebastiano Serlio elméleteinek megemésztésével vált egyénivé. Vidéki kastélyai és az általa tervezett, de csak részben elkészült londoni Whitehall nyugodt, ünnepélyes, zárt tömbök, amelyeknek tagolását óriás rendekből, finoman profilált, egyenes párkányokkal szerkesztette meg. Jones épületeinek némi barokk jelleget csak a fokozott méretek és a hosszanti sodrú egységes belsőterek adtak.
A korszak legnagyobb angol építésze Christopher Wren (1632 – 1723), aki az 1666-i nagy londoni tűzvész után jóformán egymaga építette újjá a várost. Munkásságának méretei szinte felbecsülhetetlenek. Londonban több mint hatvan templomot, igen sok palotát és lakóházat, számos középületet tervezett, de dolgozott Oxfordban (Sheldon-színház, Trinity College udvari részei), Cambridge-ben (Pembroke College; Trinity-könyvtár), Hampton Courtban és Winchesterben is. A világhírűvé vált londoni Szt. Pál-székesegyház a maga nemében méretre is egyike a világ legnagyobb alkotásainak. Wren részben Inigo Jones nyomán, olasz teoretikusokon és Palladión nevelte magát. Tanulmányozta azonban a holland és a francia példákat is, amelyektől főleg a klasszicista elveket szűrte ld a maga művészete számára. Szt. Pál-temploma különösen szerencsés alkotás, mert a kissé sovány plasztikájú külső felületek egyensúlyozott tömegelosztása, párosulva a koronázó kupola oszlopos dobjának, nemes körvonalainak és gonddal arányosított méreteinek hatásával, méltó ruházatát adja a szintén egyszerű, de egységében lenyűgöző központos belsőtérnek. 
Wrennek kortársa és részben vetélytársa volt John Vanbrugh (1666 – 1726), aki Inigo Jones példája mellett a Tudor-stílus némely hagyományát, sőt csekély részben az olasz barokk elemeit is felhasználta épületeiben (Blenheim-kastély, Howard-kastély stb.). 
Gazdag volt Anglia klasszicista építészeinek névsora. Az angolok a 18. század második felében szenvedéllyel vetették magukat az ókor művészetének közvetlen tanulmányára. Építészeik éveket töltenek olasz és görög földön a fennálló romemlékek felmérésével és kutatásaik eredményének nyomtatott közlésével. Nyilvánvaló, hogy Winckelmann munkássága és Pompeji izgalma sokban elősegítette ezt az érdeklődést. 
A két Adam-fivér (Robert [1728 – 1792] és James [1728 – 1794]) a spliti (spalatói) Diocletianus-palotáról készített szép és gazdag kiadványt. Mint gyakorló építész inkább Robert volt jelentős (Edinburghi Egyetem épülete stb.). Fivérét jobbára városrendezési problémák érdekelték (London, Adeplhi-terasz). Mindketten foglalkoztak belső díszítések, egységes szoba- és lakásbelsők tiszta klasszicista szellemű tervezésével (Adam-stílus). 
John Nash (1752 – 1835) volt építője a londoni Buckingham-palotának. О tervezte London diadalívét, a Marble Archot. Ezekben a munkáiban értékes klasszicista stílusú művésznek mutatkozott. Ugyancsak a hellén-római klasszicizmus hívének szegődött kortársa, John Soane (1753 – 1837) is, aki a Bank of England székházát tervezte. 
Az Inwood-család tagjai (William [1771 – 1843], és fiai, Henry William [1794 – 1843], s Charles Frederik [1798 – 1849]) a görög építészet emlékeiből merítettek ihletet. Közös alkotásuk a londoni St. Pancras-templom. Egyes részei az athéni Erechtheiont utánozzák, tornya az athéni „Szelek tornya” külsejét és szerkezetét ismétli meg. Soane tanítványa volt Robert Smirke (1781 – 1864), aki a görög architektúra átvételében és felhasználásában mesterénél is különbnek bizonyult (London, British Museum épülete stb.). 
A felméréseken alapuló tudatos és tudományos újgótika legkiválóbb művésze volt Charles Barry (1795 – 1860) és fia Edward (1830 – 1880). Főalkotásuk a londoni parlament épülete, amelyet az apa tervezett és kezdett építeni, de a befejezés már a fiúra maradt. Charles Barry mellett még Gilbert Scott (1811 – 1878) az angol újgótika nagyszerű építésze. 

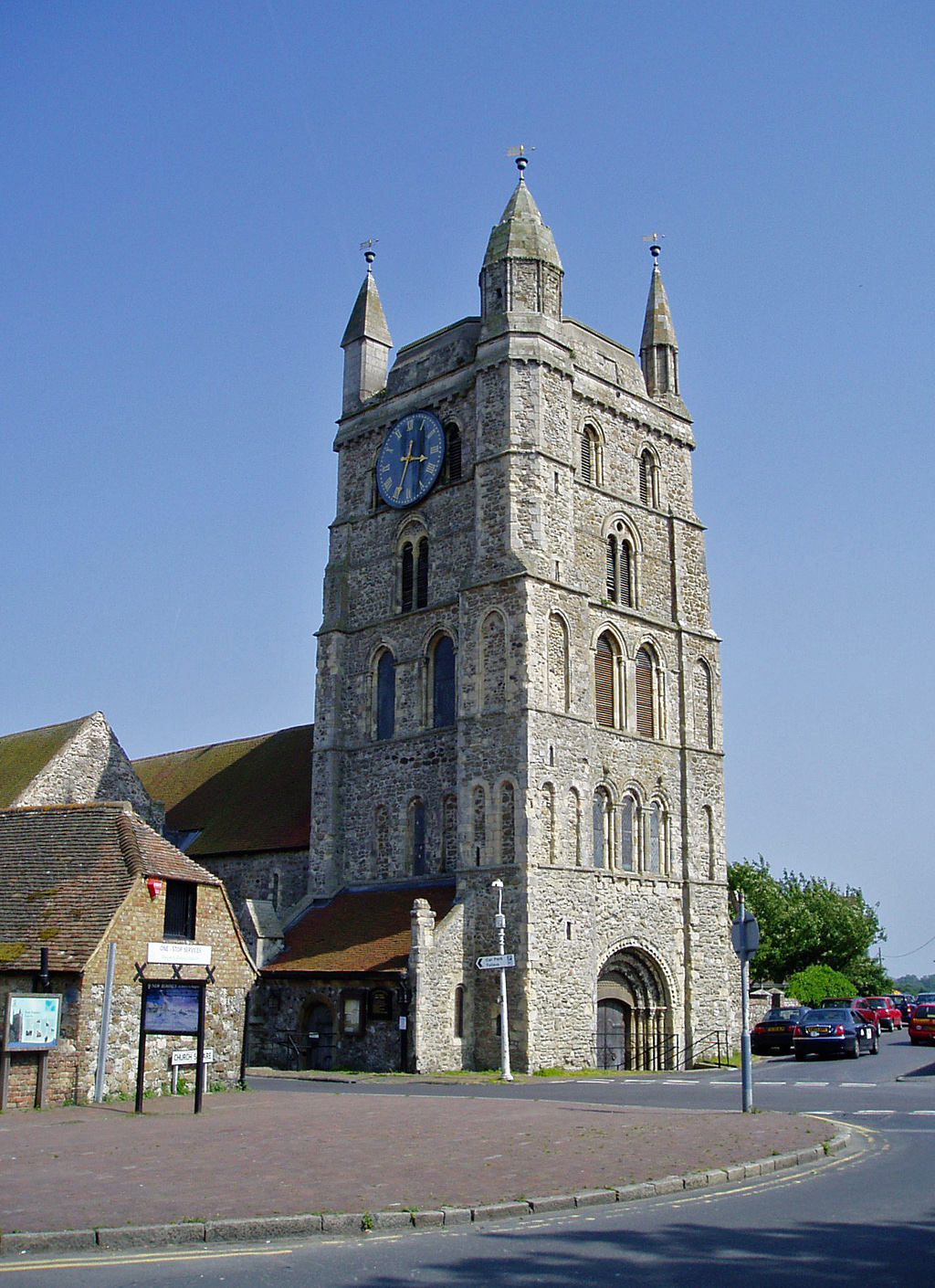
St Nicholas óratornya, New Romney, Kent (normann stílus)
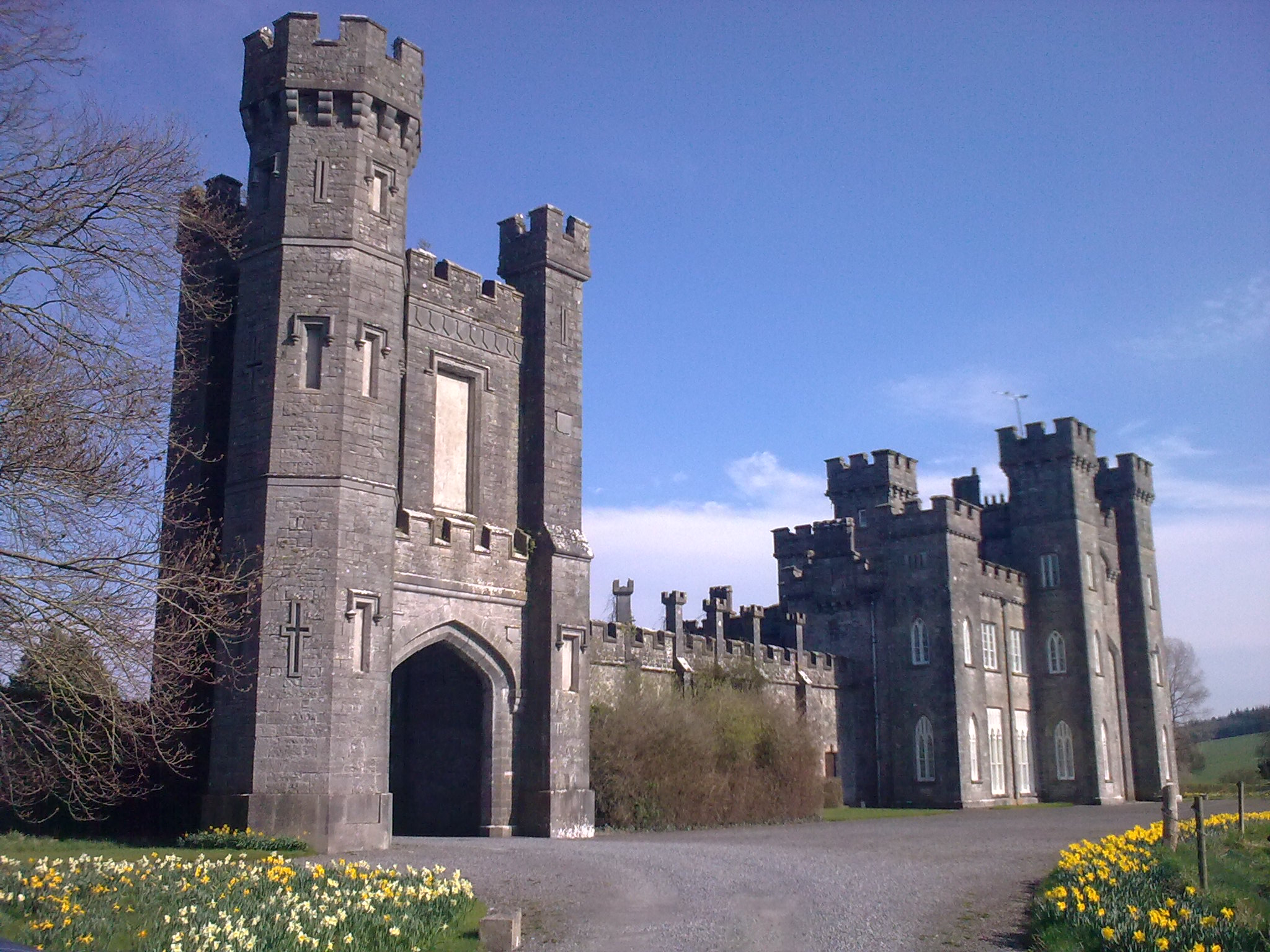
Knockdrin kastélya
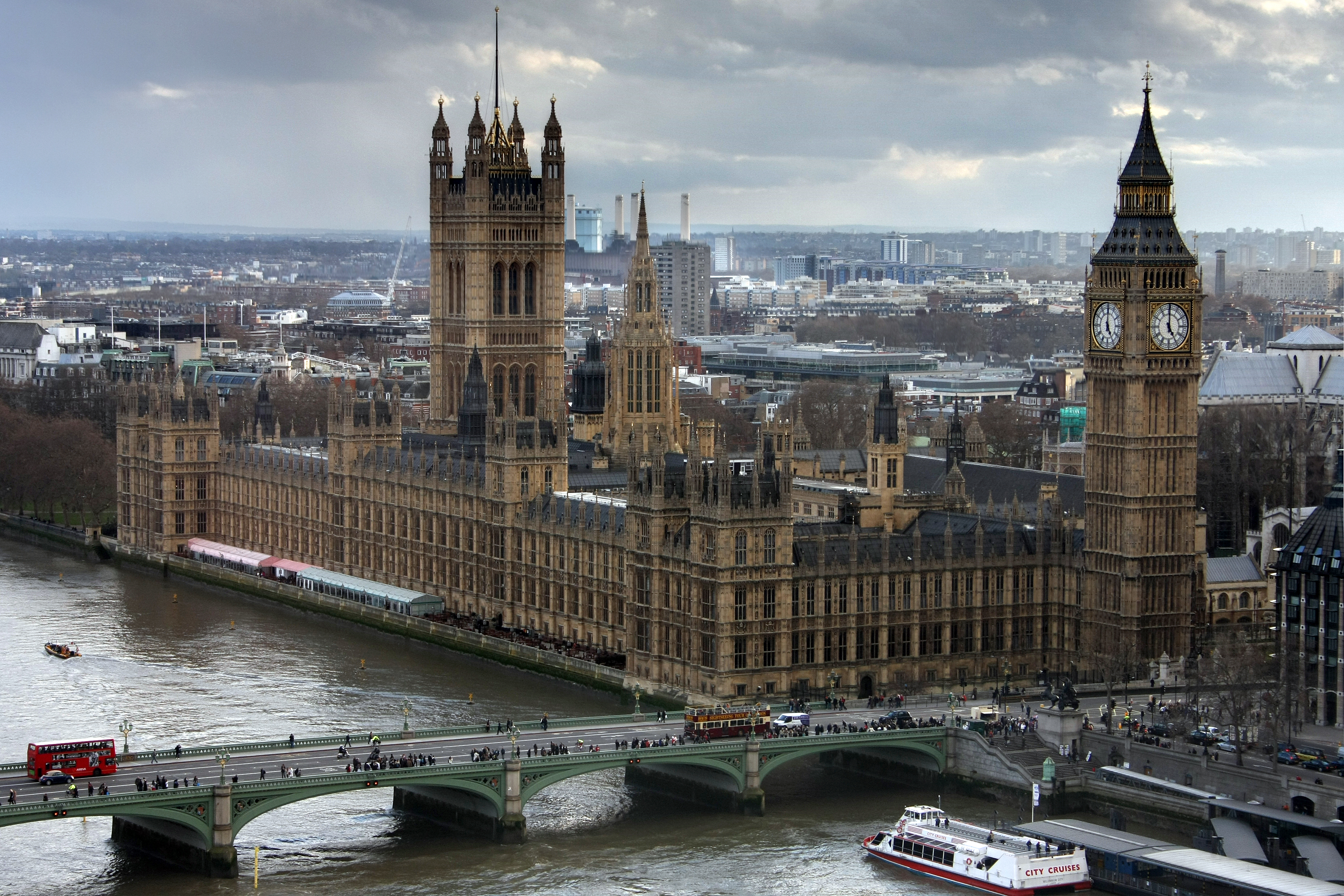
Westminster-palota, London (angol neogótika)
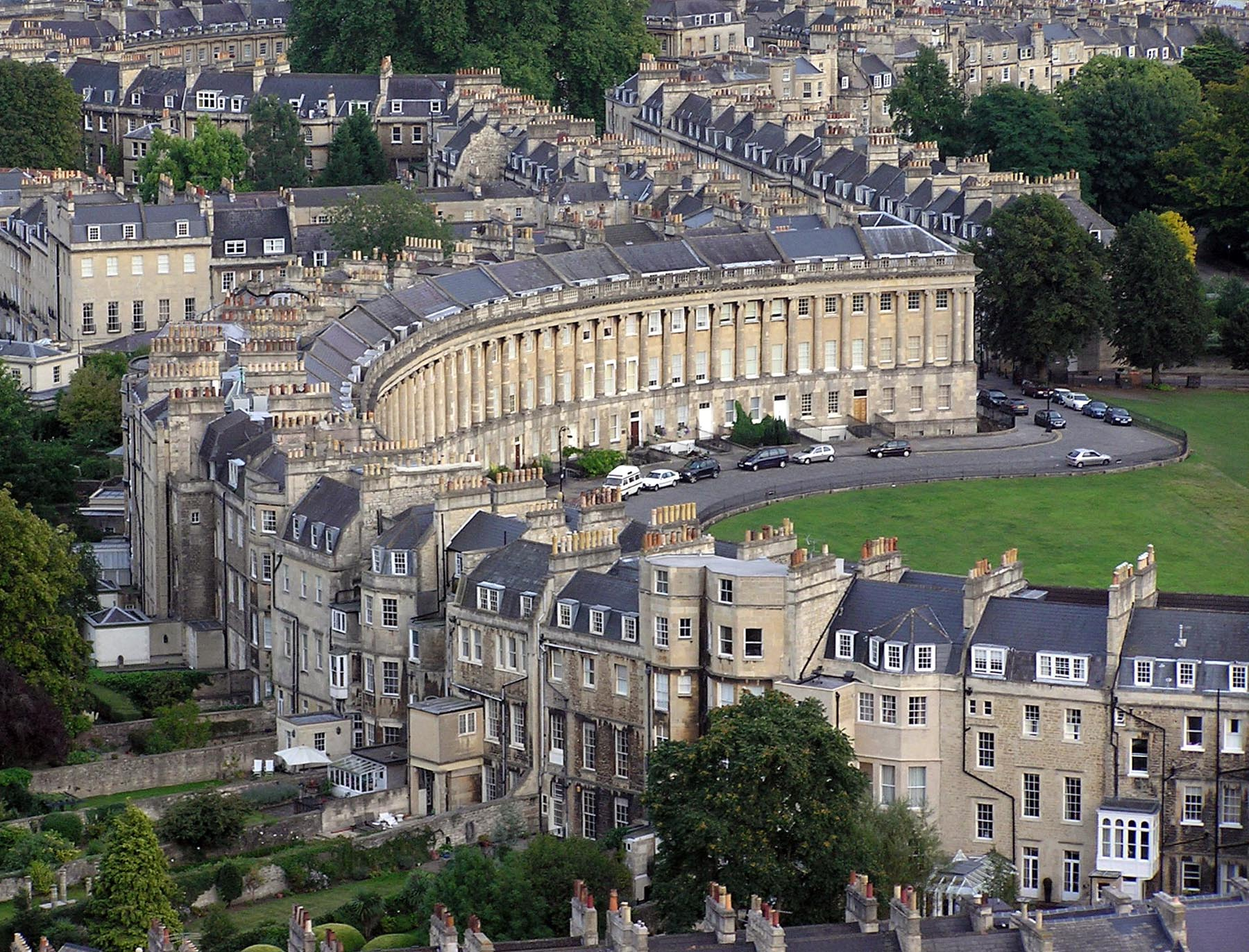
Royal Crescent, Bath
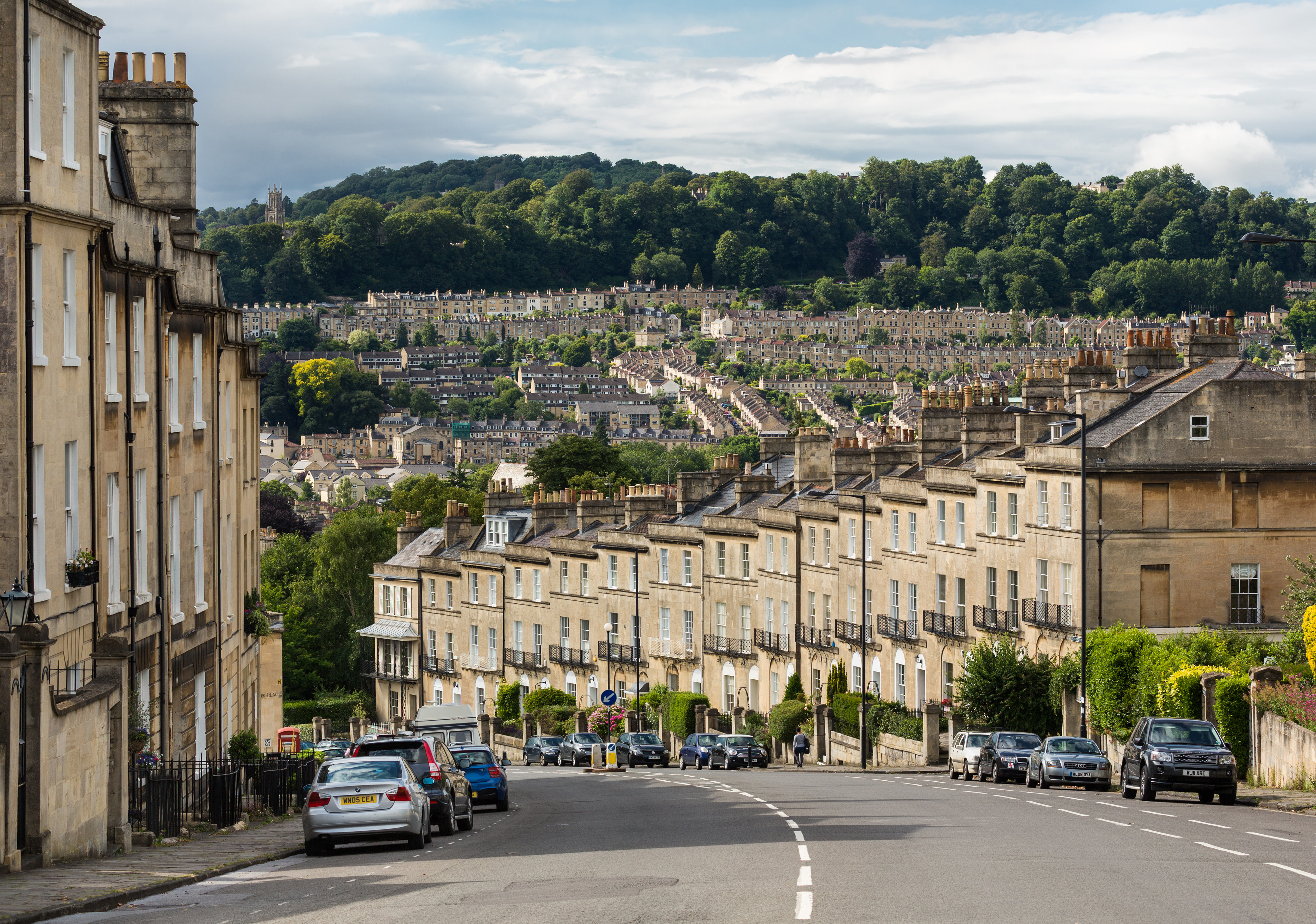
Sorházak, Bath
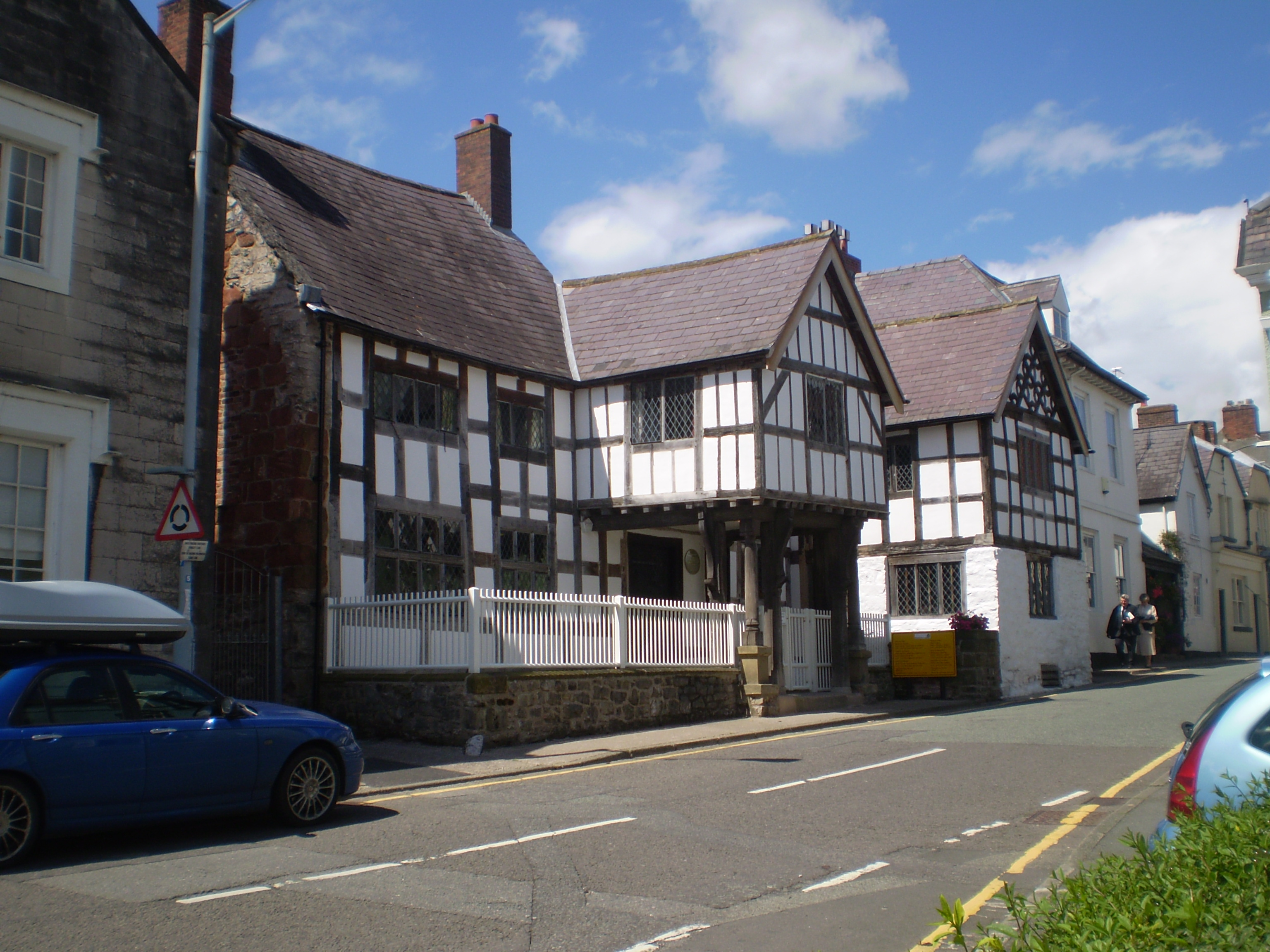
Hagyományos házak Walesben
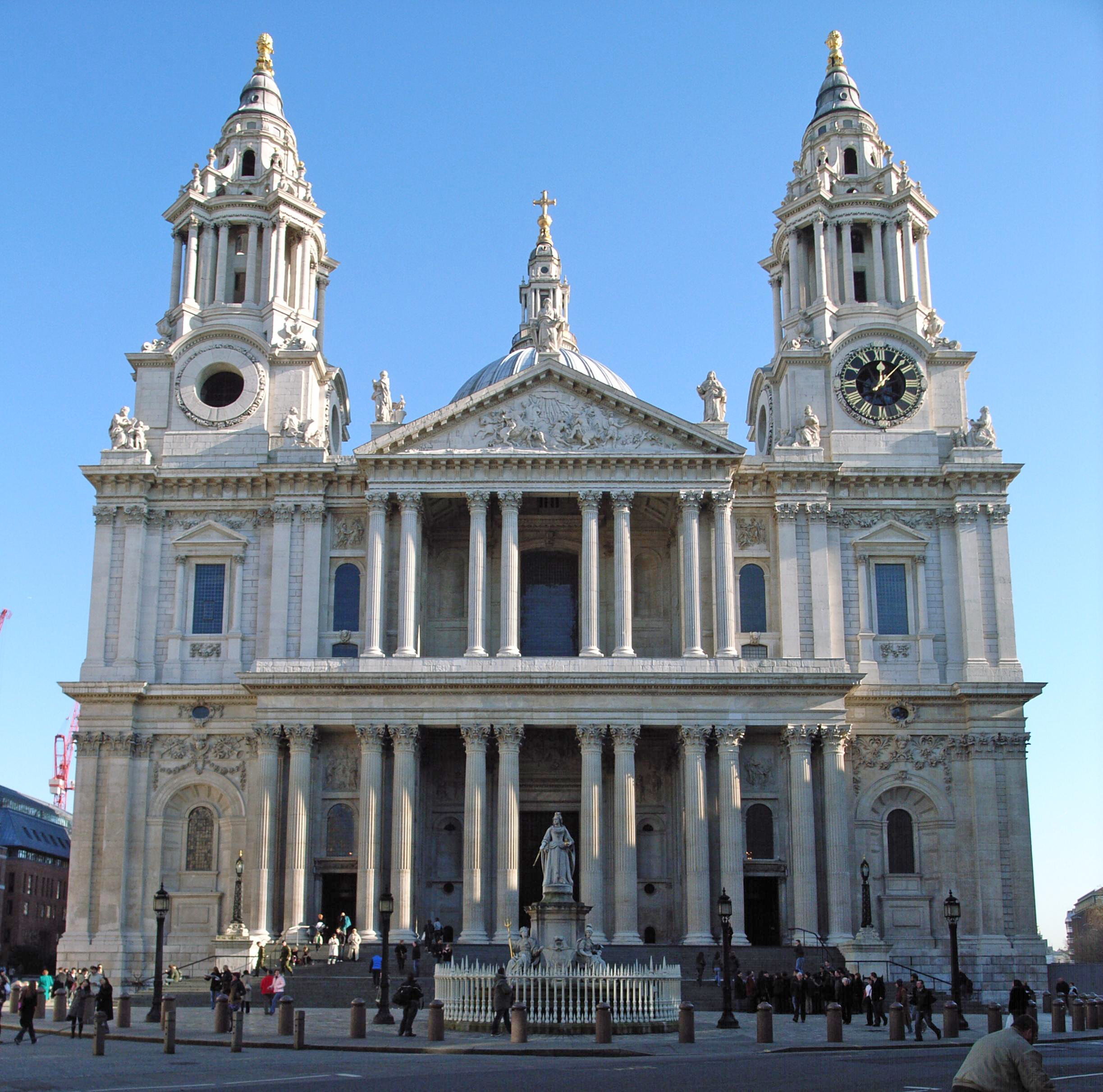
Szent Pál-katedrális Londonban (angol barokk)
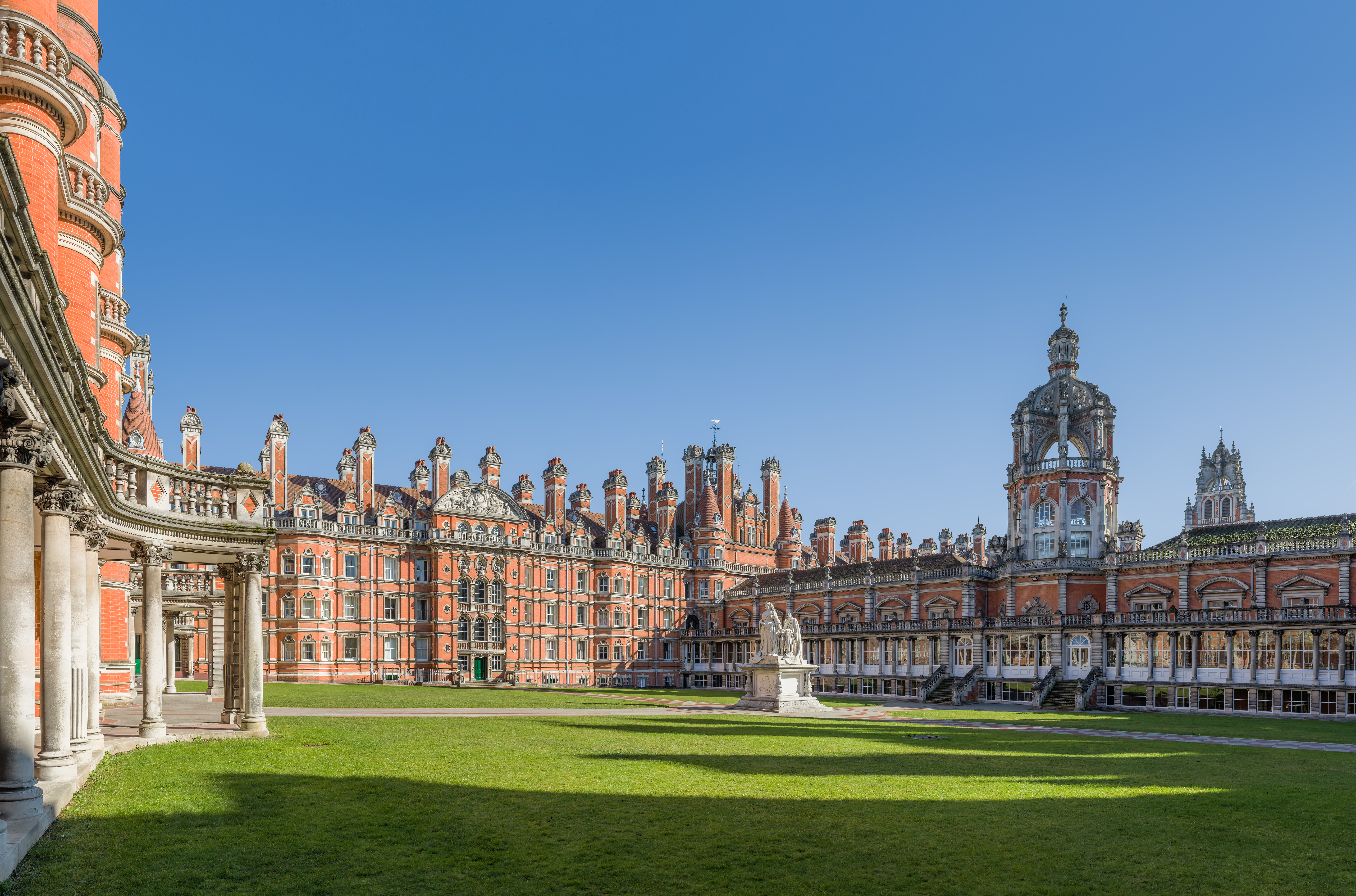
Founder's Building (RHUL), Egham, Surrey
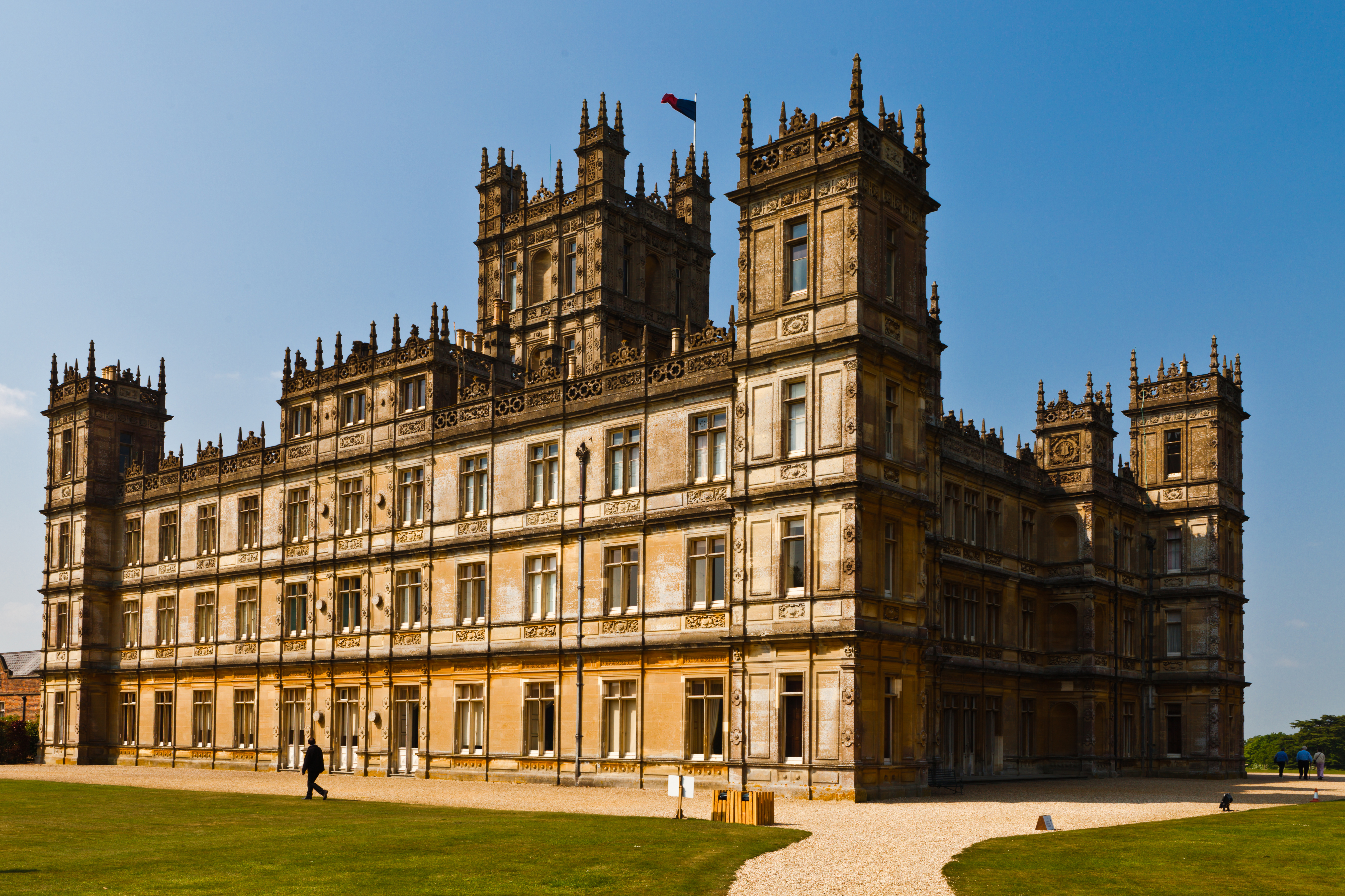
Highclere Castle, Hampshire
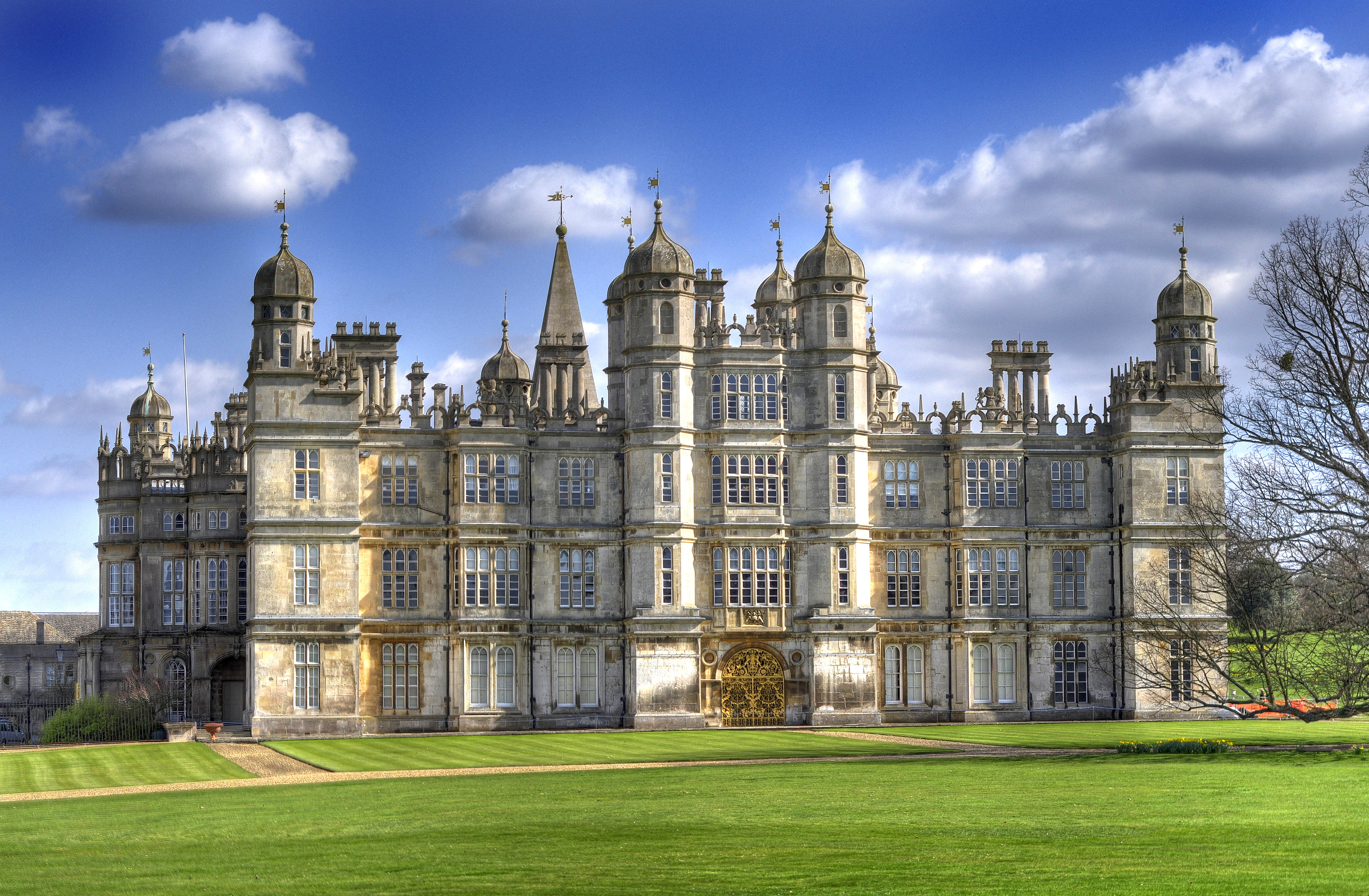
Burghley House, Peterborough (16. sz.)
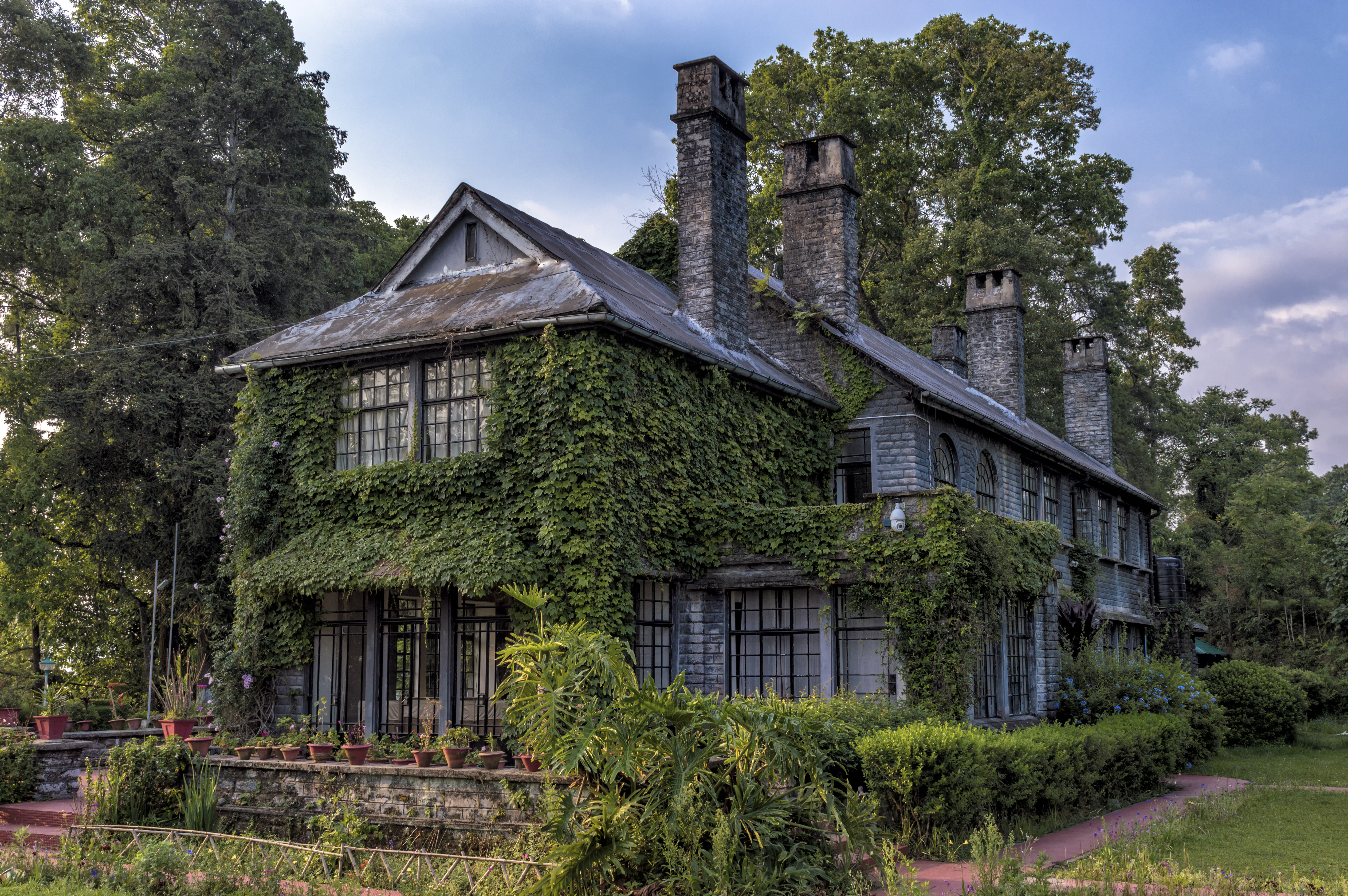
A viktoriánus építészet egy példája
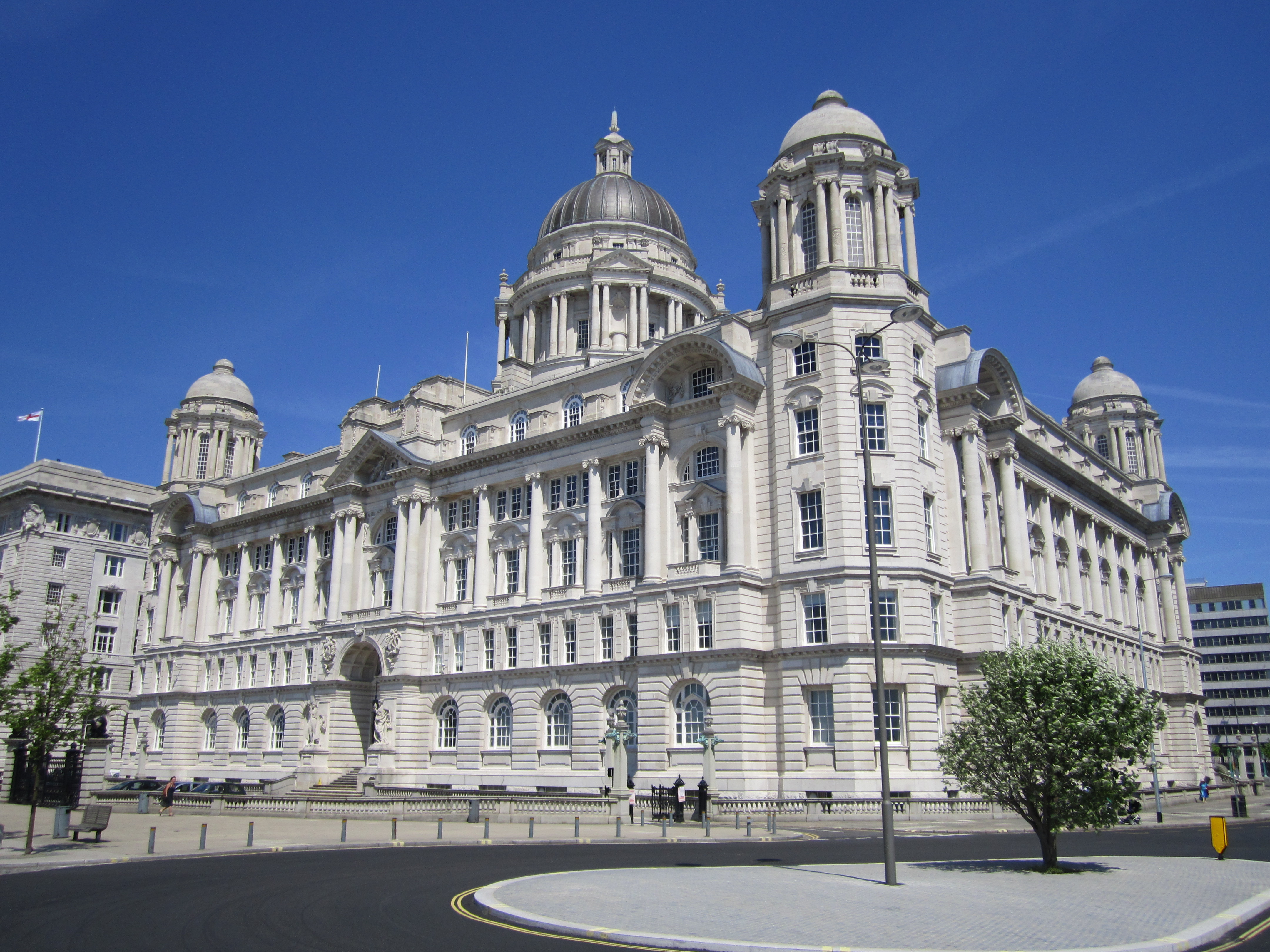
Port of Liverpool Building (újbarokk, 20. sz. eleje)
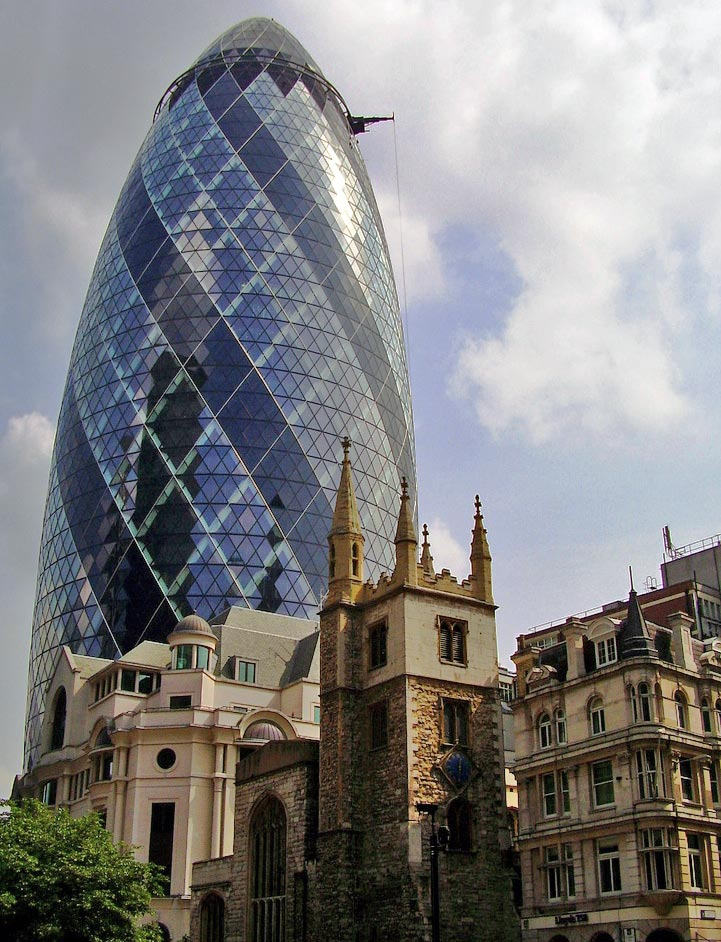
Norman Foster 'Gherkinje' (2004) emelkedik a 16. századi St Andrew Undershaft fölé Londonban

### Irodalom

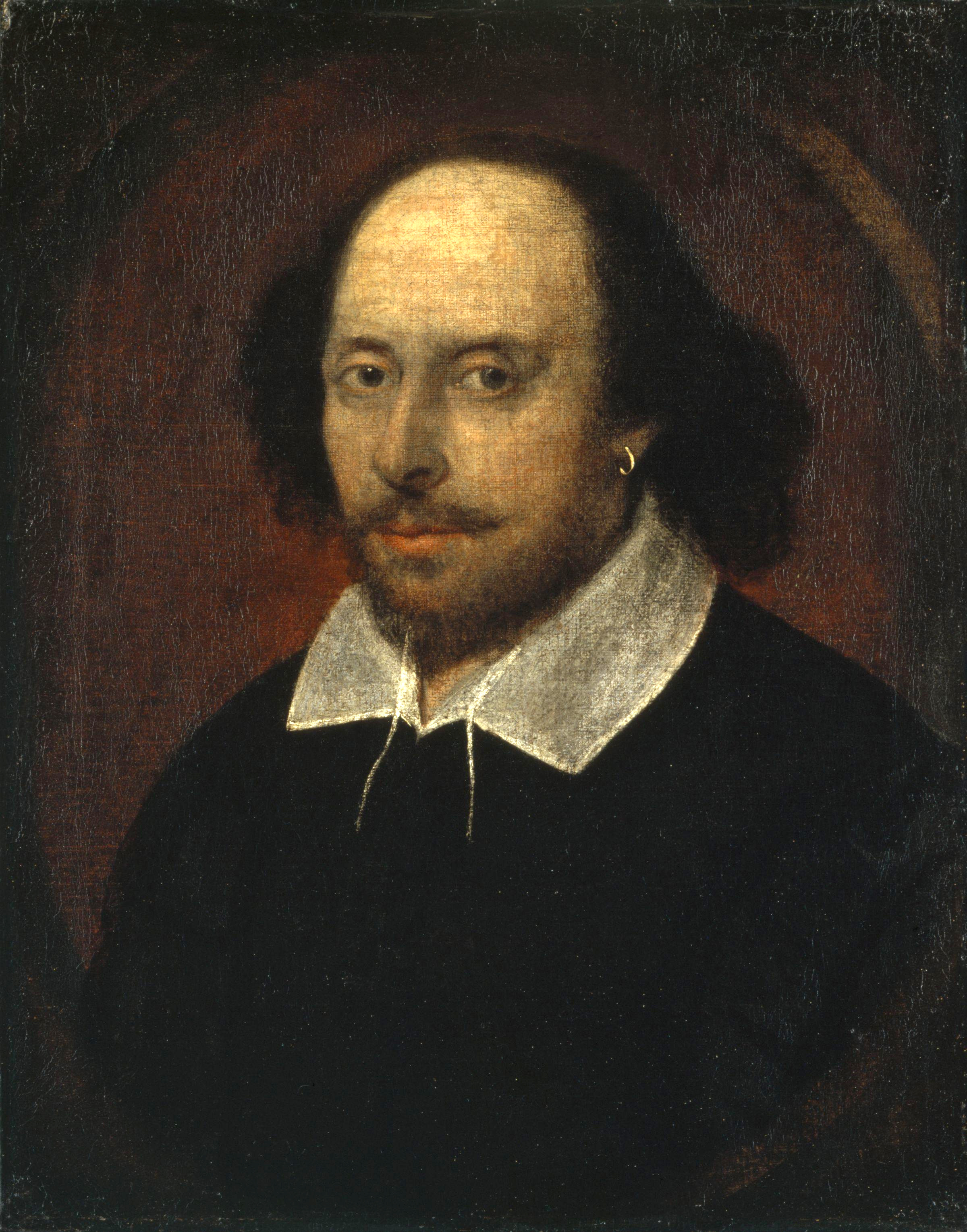
William Shakespeare
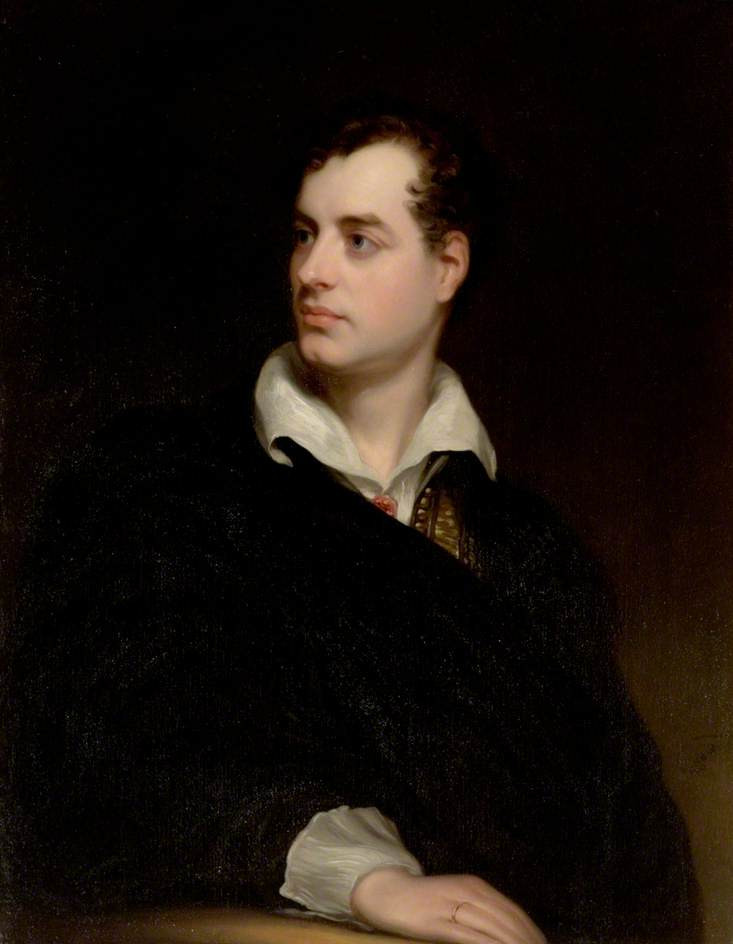
Lord Byron
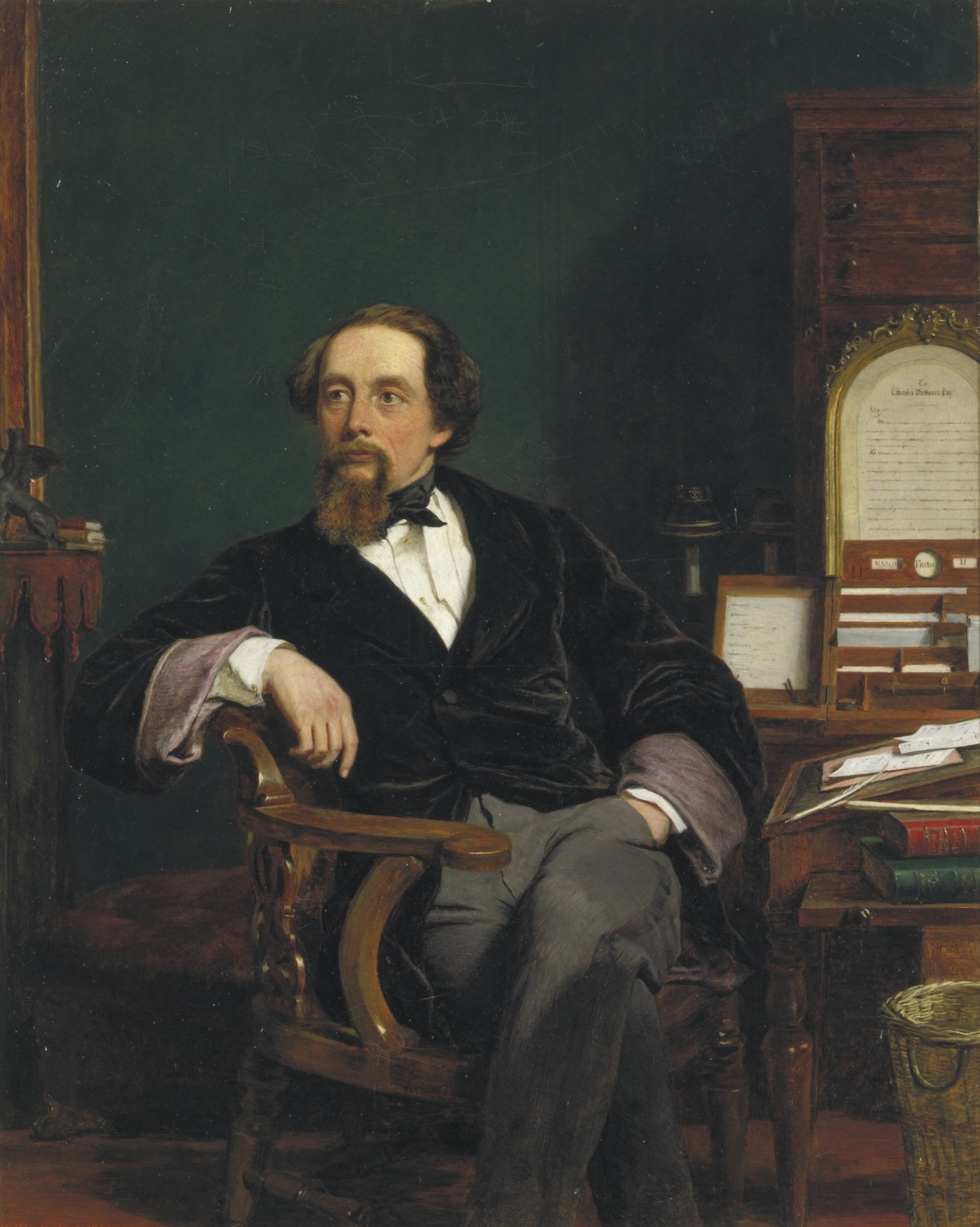
Charles Dickens
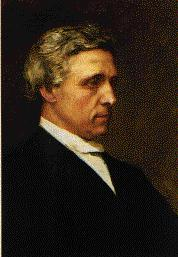
Lewis Carroll
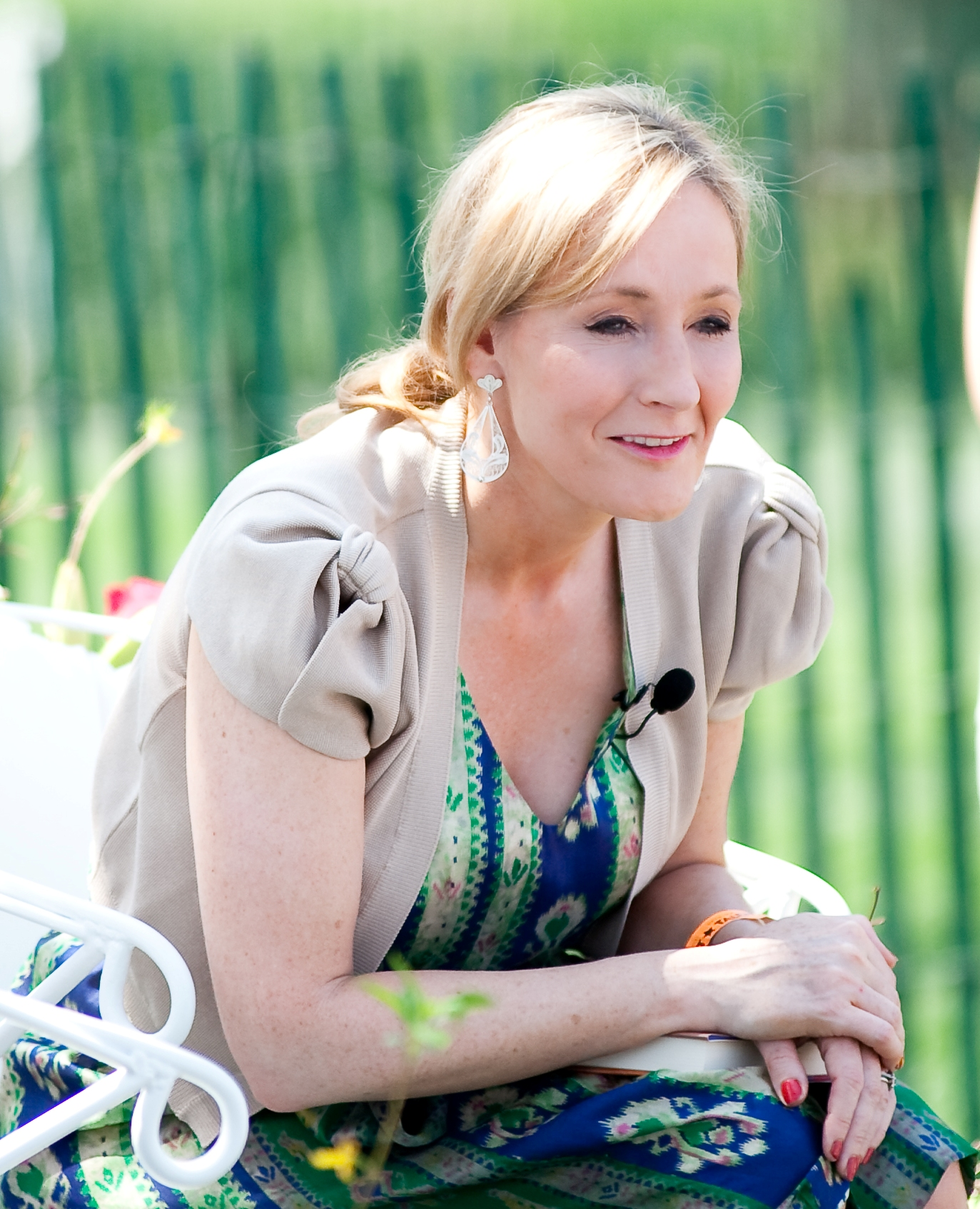
J. K. Rowling

### Zene
A brit zenét nagy sokszínűség jellemzi, és számos zenei stílus itt jelent meg. Különösen igaz ez az 1960-as évek óta, amikor a brit zenészek segítették a rock 'n' roll ismertté tételét az egész világon. Azóta az ország számos zenei műfajt hozott létre olyan stílusban, mint a heavy metal, a britpop vagy a drum and bass.

#### Klasszikus

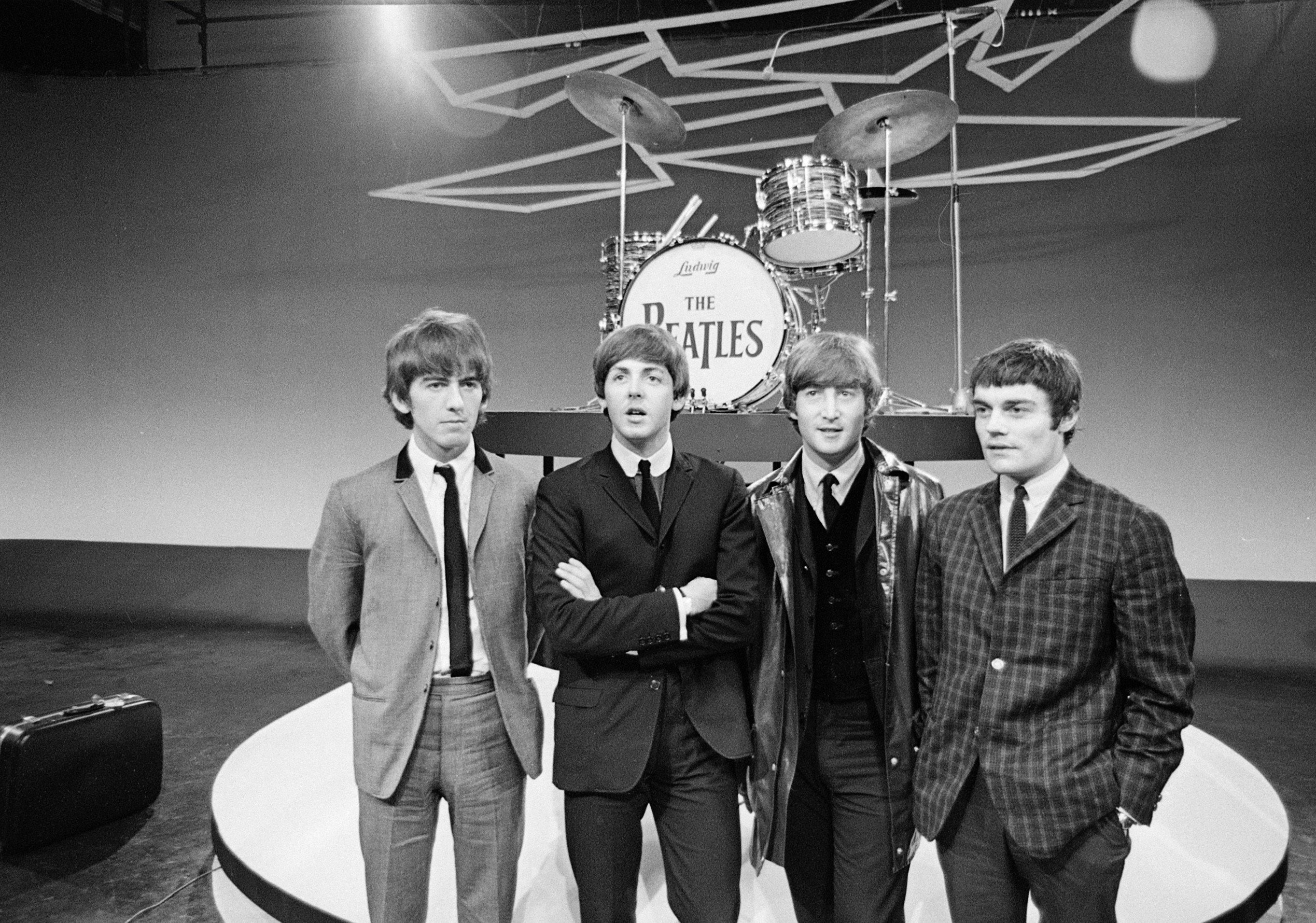
The Beatles

Neves zeneszerzők:
- Georg Friedrich Händel
- Henry Purcell
- Edward Elgar
- Arthur Sullivan
- Ralph Vaughan Williams
- Benjamin Britten
- William Walton

#### Modern zene
Az Egyesült Királyságnak és az Egyesült Államoknak a világon vezető szerepe volt (és van ma is) a rock és a pop zene fejlesztésében. Nem sokkal azután, hogy az első rock 'n' roll-lemezt az USA-ban kiadták, Nagy-Britanniába is eljutottak, ahol kialakult egy független stílus, amelyet a skiffle  és a brit népi hagyomány alkotott. Az 1960-as években a brit invázió a Beatles vezetésével megindította a brit rock és pop zene diadalmas felvonulását az egész világon. A „Beatles-mánia” nyomán más együttesek is nagy sikereket ünnepeltek, például például a Rolling Stones, The Who, The Kinks, The Dave Clark Five, Status Quo, The Searchers vagy a Gerry & the Pacemakers.

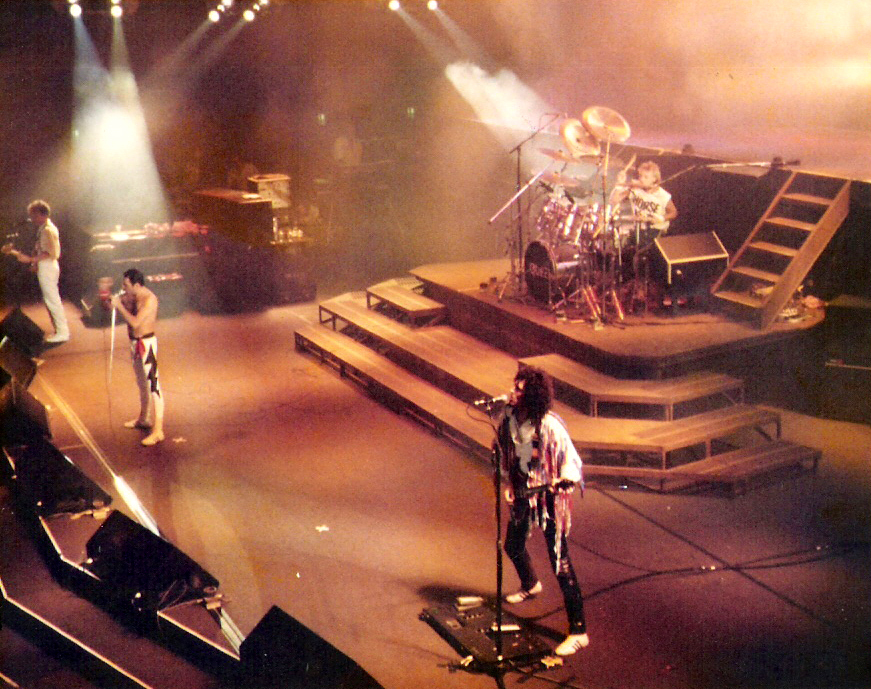
Queen

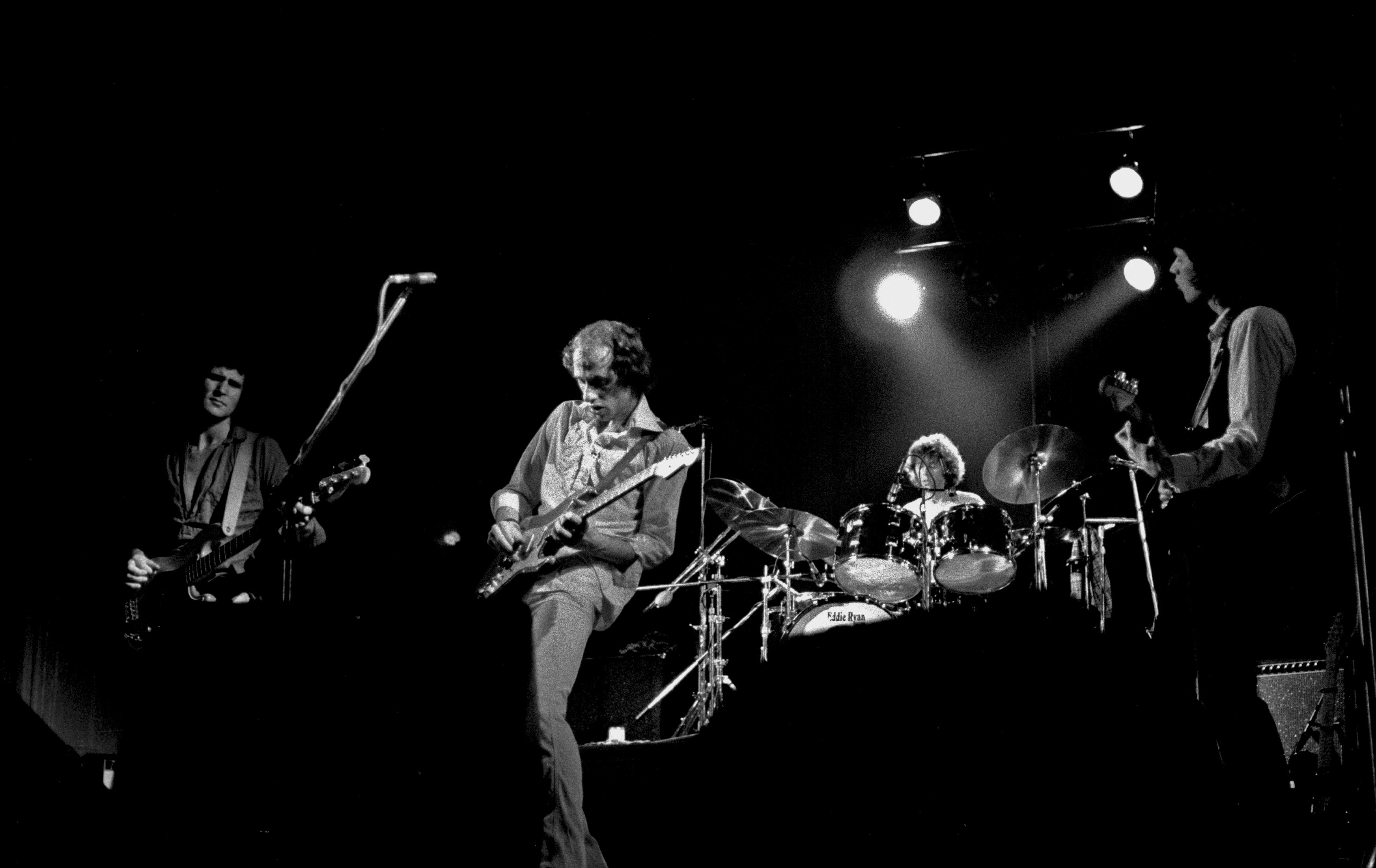
Dire Straits

Az 1960-as évek végén megjelentek a folk-rock fontos képviselői, például olyan együttesek, mint a Fairport Convention vagy a Steeleye Span, valamint az énekes-dalszerzők, mint például Donovan, Bert Jansch, Nick Drake vagy a Cat Stevens. A blues rock együttesek, mint például a Fleetwood Mac vagy a Free és olyan zenészek, mint John Mayall vagy Alexis Korner a hard rock úttörőivé váltak. Az USA-ban létrehozott pszichedelikus rock számos brit együttest is inspirált egy kísérleti hangzás létrehozására, amely olyan egzotikus hangszereket tartalmazott, mint az indiai szitár. A terület legfontosabb együttesei között szerepelt a Pink Floyd, a Beatles, a Cream és a Pretty Things.
Számos új zenei stílus jelent meg az 1970-es években. A heavy metal úttörői voltak a Led Zeppelin, Deep Purple és a Black Sabbath, akiknek a zenéjét olyan együttesek fejlesztették tovább, mint például az Iron Maiden, Motörhead vagy a Judas Priest . Kialakult a progresszív rock is az Egyesült Királyságban is, a Genesis, King Crimson, Jethro Tull, Yes és Emerson, Lake and Palmer együttesek vezetésével. A Glam Rock a Slade, T. Rex, Gary Glitter és (legalább a korai éveikben) Elton John, David Bowie, a Queen együttesével különös figyelmet fordított a jelmezekre és a színpadi show-ra. A punk zenéjének áttörése 1977-ben érkezett a Sex Pistolsszal, amelyet a The Clash és a Elvis Costello követett. A Bee Gees legnagyobb sikereit korai disco zenéjével ünnepelte.
A brit reggae és soul zene az UB40, Hot Chocolate, Sade, Billy Ocean, Lisa Stansfield, Eurythmics, Culture Club, a Simply Red együttesével szintén nagyon ismertté vált.
A 80-as évek sikeresebb együttesei és művészei: The Police, Sting, Rod Stewart, Dire Straits, Depeche Mode.
Az elektronikus tánczene különféle formái is kialakultak az Egyesült Királyságban, nevezetesen a Drum and Bass és a Trip Hop. E területről ismert együttesek Underworld, Orbital, Massive Attack, The KLF, The Prodigy, The Chemical Brothers, Portishead. A fiú- és lányegyüttesek, amelyek többnyire néhány év után szétestek: Bay City Rollers, Wham!, East 17, Blue, Take That, One Direction, All Saints, Atomic Kitten, Bananarama, Sugababes, Spice Girls. Az ilyen csoportok kevés tagja, nevezetesen George Michael, Robbie Williams, Melanie C sikeres volt egyéni karrierjével is.

#### Zenei fesztiválok
- Big Dance UK
- Blackpool Dance Festival
- Breakin' Convention
- Dance Master UK
- Dance Umbrella
- Greenwich+Docklands International Festival
- Inter Varsity Folk Dance Festival
- Moves – International Festival of Movement on Screen
- Oxford Odissi Festival
- TDK Cross Central

### Képzőművészet
- Kelta nagykereszt
- Angol festők listája
- Angol szobrászok

## Társadalom

### Szokások
Főbb szokások, illemtan az üzleti életben és a társadalomban 
- A britek általánosságban hűvösek és tartózkodóak. Nem kedvelik az erős érzelemkitöréseket és jobban elfogadják a nyugodt, tartózkodó viselkedést és a visszafogott érzelmeket.
- A kézfogás a köszöntés megszokott formája. Hölgyekkel szemben viszont mindig nekik kell kezdeményezniük.
- Az üzleti életben nem illő a keresztnév használata. A megfelelő megszólítási forma a Mr., Mrs., Miss, Dr., Professor stb. után a családnév használata. Lovagok bemutatása esetén ugyanakkor a Sir után a keresztnév és a családnév is elhangzik.
- A nyilvánosság előtti hangoskodást a britek megvetik.
- Ne bámuljunk meg senkit hosszan. A magánélet nagy becsben áll az országban.
- Nem illik tolakodni a sorban álló britek között.
- Aki a királynővel találkozik, annak nem illik megszólítania őt. Csak a királynőnek szabad megszólítania másokat.

## Sport
A sport fontos szerepet játszik a brit kultúrában. A futball messze a legnépszerűbb csapatsport, ezt a Rugby Union és a tenisz követik. Jelentős egyéni sportok az atlétika, a vívás, a golf, a motoros sportok és a lóverseny. Számos nagy sportág szabályai alakultak ki az Egyesült Királyságban. Ezek közé tartozik a foci, a tenisz, a squash, a golf, a boksz, a rögbi, a krikett, a snooker, a biliárd, a tollaslabda, a curling és a lovaspóló.

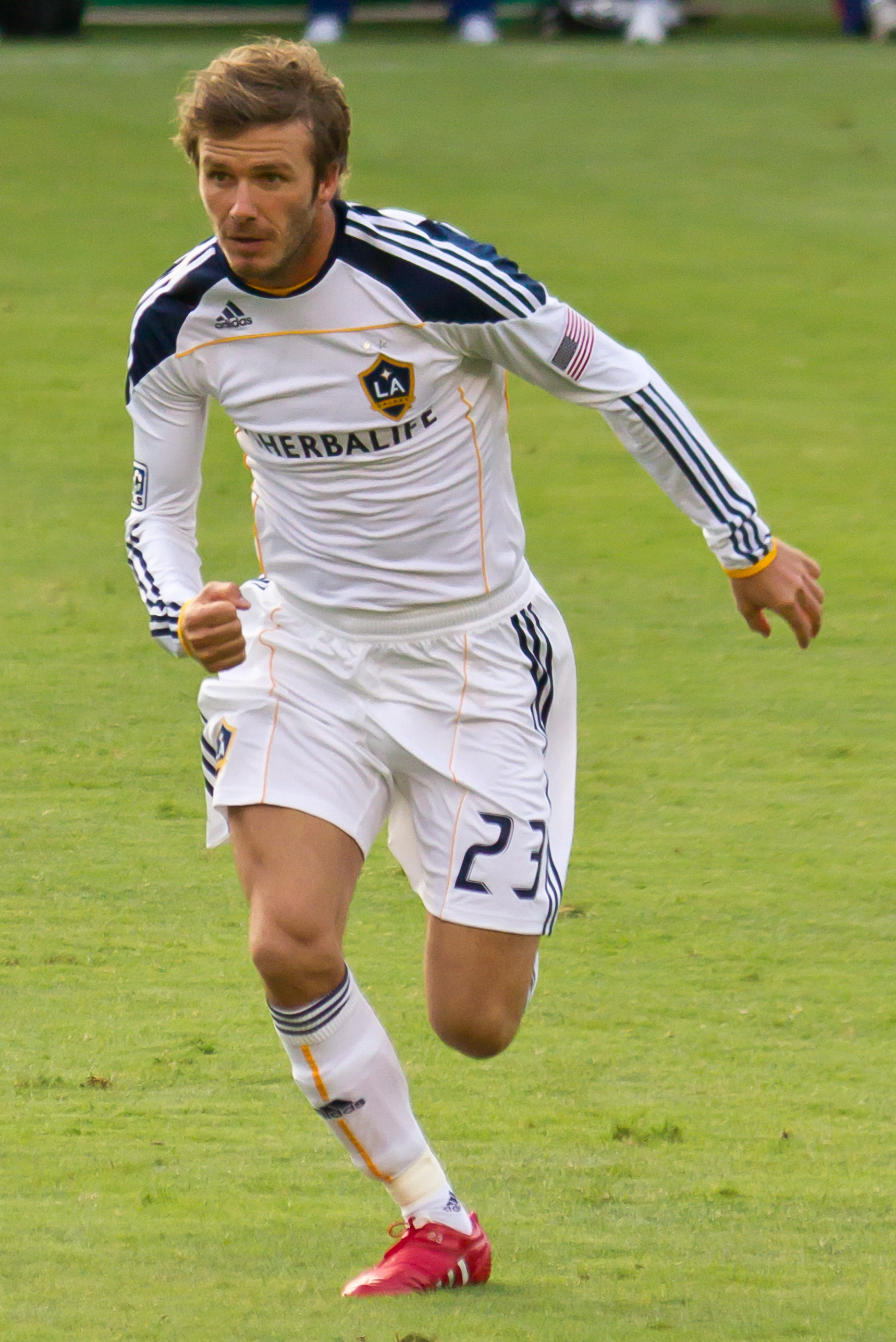
David Beckham 2010-ben

Sportágak népszerűsége 2003-as felmérés alapján:
| Sport       | TV-nézés | részvétel | érdeklődés |
| ----------- | -------- | --------- | ---------- |
| Labdarúgás  | 46%      | 10%       | 45%        |
| Rugby union | 21%      | NA        | 27%        |
| Tenisz      | 18%      | 3%        | 23%        |
| Krikett     | 18%      | 2%        | 19%        |
| Atlétika    | 18%      | 2%        | 21%        |
| Snooker     | 17%      | 5%        | 24%        |
| Autóverseny | 16%      | NA        | 20%        |
| Ligarögbi   | 12%      | NA        | 15%        |

### Labdarúgás
Az Egyesült Királyságban a részvétel és a nézés szempontjából egyaránt a legnépszerűbb sport a futball. A sport eredete az angol állami iskolai focimeccsekre vezethető vissza. A szabályokat először Angliában, 1863-ban dolgozta ki Ebenezer Cobb Morley (1831–1924). Itt van a világ legrégebbi futballklubja. A FIFA Angliát a klubfoci születési helyének ismerte el, a Sheffield F.C.-vel, amelyet 1857-ben alapítottak, a világ legrégebbi futballklubja. Az első nemzetközi labdarúgó-mérkőzés Skócia és Anglia között 1872-ben zajlott.
- Bővebben: Angol labdarúgó-bajnokság (első osztály)
- Bővebben: Angol labdarúgó-válogatott, Angol női labdarúgó-válogatott, Skót labdarúgó-válogatott, Walesi labdarúgó-válogatott, Északír labdarúgó-válogatott
- Bővebben: English Football League

## Gasztronómia

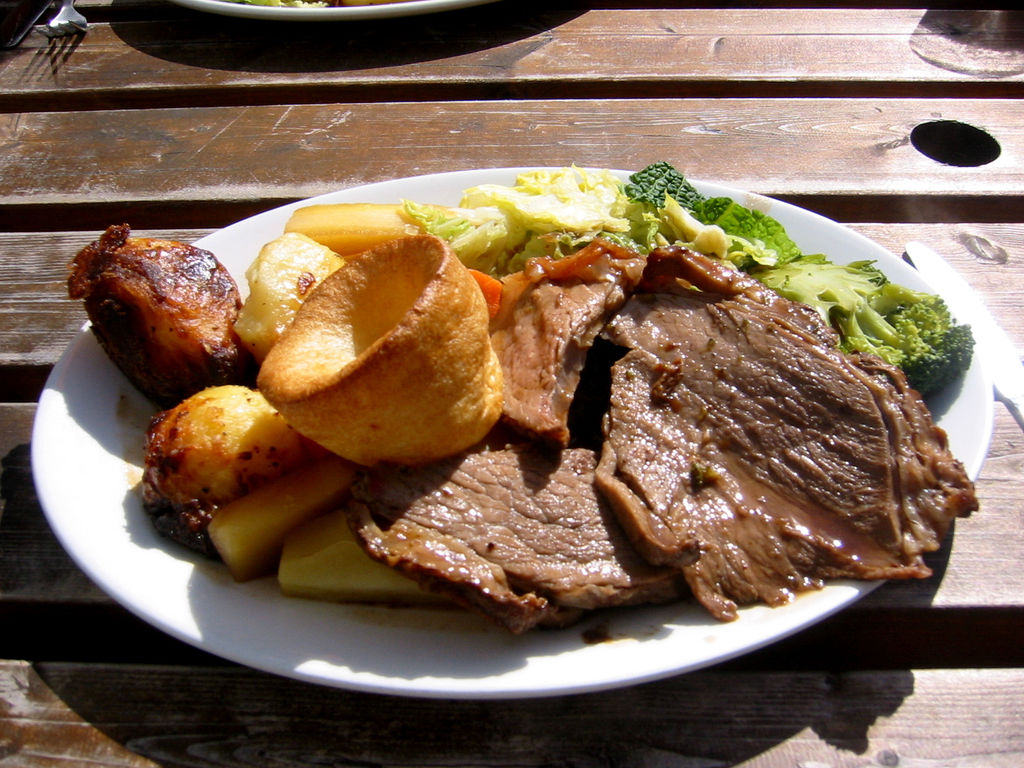
Sunday roast: sült marhahús, sült burgonya, zöldség és Yorkshire pudding

A hagyományos angol konyha fogásai:
- apple pie
- bangers and mash
- bedfordshire clanger
- black pudding
- bubble and squeak
- cornish pastry
- cottage pie
- devonshire cream tea
- faggot and peas
- fish and chips

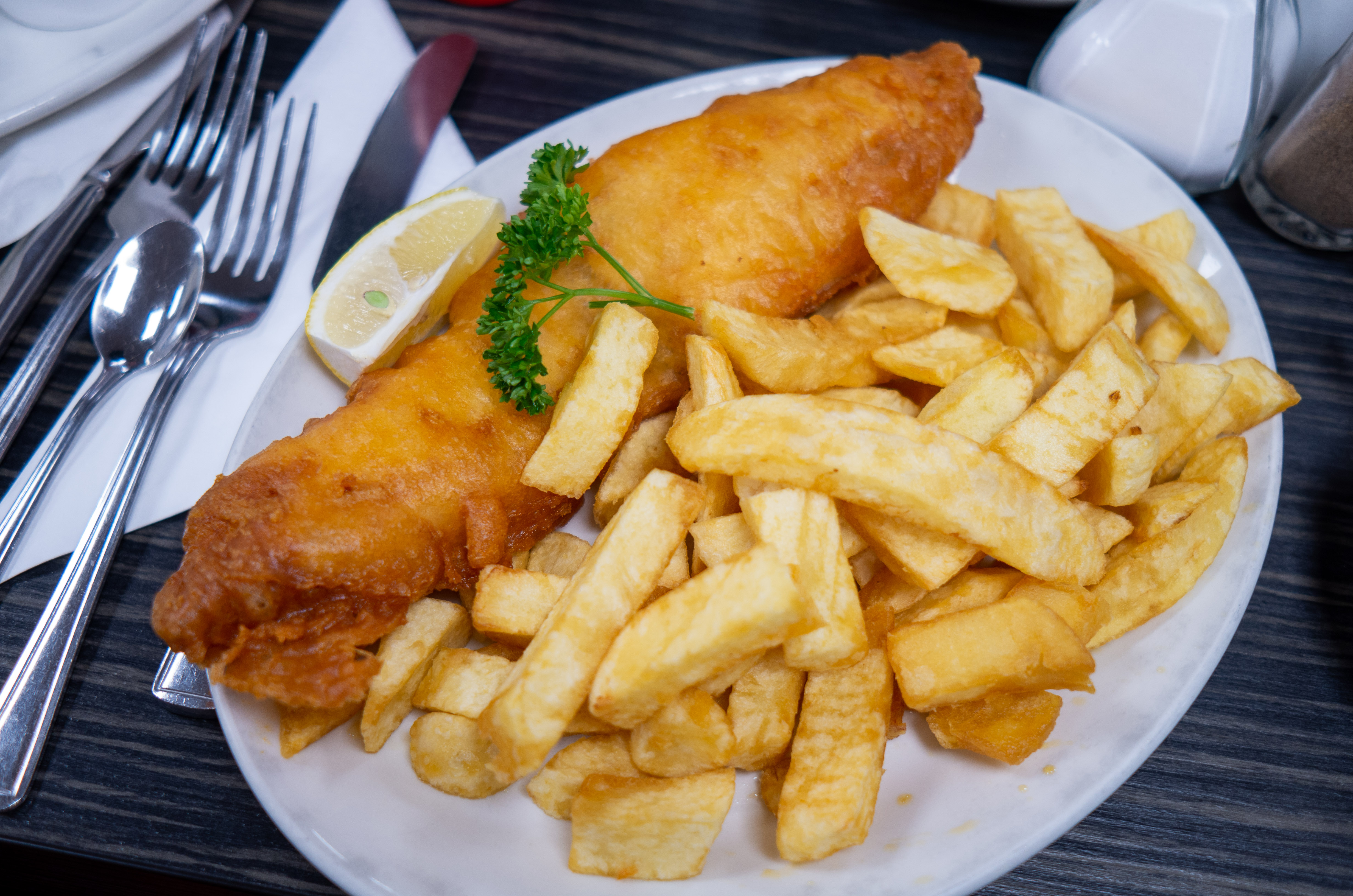
Fish and chips, az Egyesült Királyság népszerű elvihető (take-away) étele

- english breakfast – virsli, bab, tojás alkotja
- gravy
- Lancashire hotpot
- Lincolnshire sausage
- Mince pies
- Pie and mash
- Ploughman's lunch
- Pork pie
- Scouse
- Shepherd's pie
- Spotted Dick
- Steak and kidney pie
- Sunday roast
- Toad in the hole
- Yorkshire pudding

## Fordítás
- Ez a szócikk részben vagy egészben  a   Culture of the United Kingdom című angol Wikipédia-szócikk fordításán alapul.  Az eredeti cikk szerkesztőit annak laptörténete sorolja fel. Ez a jelzés csupán a megfogalmazás eredetét és a szerzői jogokat jelzi, nem szolgál a cikkben szereplő információk forrásmegjelöléseként.
- Ez a szócikk részben vagy egészben  a   Kultur des Vereinigten Königreichs című német Wikipédia-szócikk fordításán alapul.  Az eredeti cikk szerkesztőit annak laptörténete sorolja fel. Ez a jelzés csupán a megfogalmazás eredetét és a szerzői jogokat jelzi, nem szolgál a cikkben szereplő információk forrásmegjelöléseként.